# Ліллі Ленгтрі
Емілі Шарлотта, леді де Бат (англ. Emilie Charlotte, Lady de Bathe; до шлюбу Ле Бретон, раніше Ленгтрі; 13 жовтня 1853 — 12 лютого 1929), знана як Ліллі (Лілі) Ленгтрі на прізвисько «Джерсійська лілія» — британська світська особа, театральна акторка.
Народилася на острові Джерсі, 1876 року переїхала до Лондона, через два роки після одруження. Її зовнішність й особистість викликали інтерес, коментарі та запрошення артистів і світських осіб, і її відзначали як молоду жінку надзвичайної краси та чарівності. Під час естетичного руху в Англії її писали художники-естети. 1882 року стала обличчям кампанії мила Pears і, таким чином, стала першою знаменитістю, яка підтримала комерційний продукт.
1881 року дебютувала як акторка на Вест-Енді в комедії «Ніч помилок», викликавши сенсацію в Лондоні, ставши першою світською особою, яка вийшла на сцену. Грала в багатьох п'єсах у Великій Британії та США, зокрема «Ліонська леді» та «Як вам це подобається» Шекспіра. Зрештою керувала власною театральною компанією. Надалі виконувала «драматичні етюди» у водевілях. З середини 1890-х до 1919 року жила у Ньюмаркеті, Саффолк, Англія. Мала успішну конюшню з конями для перегонів. Перегони Lillie Langtry Stakes названі на її честь.
Одна з найгламурніших британок своєї епохи, була предметом широкого інтересу громадськості та ЗМІ. Серед її знайомих у Лондоні був Оскар Вайлд, який заохочував її займатися акторською майстерністю. Була знана стосунками з королівськими особами та дворянами, включно з майбутнім королем Едуардом VII, лордом Шрусбері та принцом Луї Баттенбергом.
Однак через відсутність надійних джерел (вона відмовилася писати свої «реальні спогади») все ще залишається загадковою особистістю. Попри те, що вона жила доволі публічним життям — як «професійна красуня», королівська коханка, акторка, власниця скакових коней, як витратниця статків і колекціонерка коханців — залишається невловною. Думки про неї суперечливі. Для декого вона була просто цинічною й холодносердою, яка використовувала свою привабливість для розвитку кар'єри; іншим здавалася чарівною, відкритою, з «набагато більшим серцем, ніж вважалося».

## Біографія

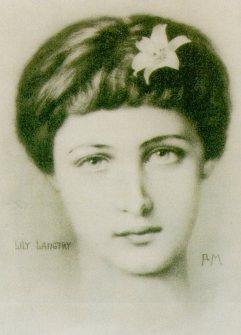
Портрет Ленгтрі роботи Френка Майлза, до 1891 року

Народилася 1853 року в сім'ї преподобного Вільяма Корбета Ле Бретона та його дружини Емілі Девіс (до шлюбу Мартін), визнаної красуні. Батьки втекли до Гретна-Грін у Шотландії та 1842 року одружилися в церкві Святого Луки, Челсі, Лондон. Жили в Саутворку, Лондон. Згодом батьку запропонували посаду пастора і настоятеля Джерсі. Емілі Шарлотта народилася в Олд Ректорі, Сент-Сейвійор, на Джерсі. 9 листопада 1853 року її охрестили.
Емілі Шарлотта стала шостою з семи дітей і єдиною дочкою. Її брати були Френсіс Корбет Ле Бретон (1843—1872), Вільям Інгліс Ле Бретон (1846—1924), Тревор Александр Ле Бретон (1847—1870), Моріс Вавасур Ле Бретон (1849—1881), Клемент Мартін Ле Бретон (10 січня 1851 — 1 липня 1927) і Реджинальд Ле Бретон (1855—1876). Імовірно, одним із їхніх предків був Річард ле Бретон, передбачуваний вбивця Томаса Бекета (1170).
В інтерв'ю 1882 року Ліллі сказала: «Так, я народилася і здобула освіту в Джерсі, але це неправда, що я провела там безтурботні дні. У мене ніколи не було таких днів. Як єдина сестра з шести кремезних братів, я по-хлопчачому займалася їхніми видами спорту на свіжому повітрі. Думаю, моє дівоцтво радше назвати „днями пацанки“».
Гувернантка-француженка не могла знайти підхід до Ліллі, тому вона навчалася у вихователя її братів. Ця освіта була ширшою та міцнішою, ніж та, яку зазвичай отримували дівчата того часу. Попри те, що батько обіймав поважну посаду, він заслужив сумнівну репутацію бабія та батька позашлюбних дітей від різних своїх парафіянок. Коли 1880 року його дружина Емілі остаточно покинула його, він залишив Джерсі.

### Від Джерсі до Лондона

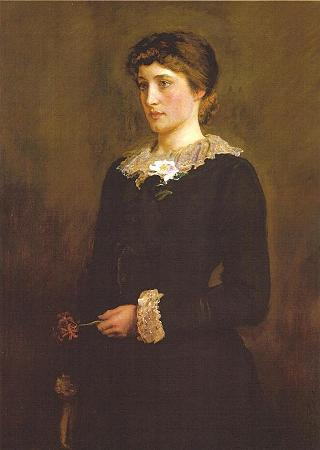
«Джерсійська Лілі» Джона Еверетта Мілле. Портрет 1878 року, виставлений у Королівській академії мистецтв у Лондоні перед великим натовпом, популяризував її прізвисько «Джерсійська Лілі».

9 березня 1874 року 20-річна Ліллі вступила в шюб з 26-річним вдівцем ірландським землевласником Едвард ом(1847 –1 897). Сестра покійної дружини Елізабет Енн Прайс стала дружиною брата Ліллі, Вільяма.
В інтерв'ю 1882 року Ліллі сказала: «Мій брат Клемент Ле Бретон, адвокат з хорошою репутацією в Лондоні, одружився з донькою лорда Ранела, і саме через лорда Ренела та художника Френка Майлза я познайомилася з лондонським суспільством. Це сталося після того, як я прожила кілька років у шлюбі з містером Ленгтрі, який на момент одруження володів майном в Ірландії вартістю близько 3000 фунтів стерлінгів на рік, але зараз коштує не більше 300 фунтів стерлінгів. Моє життя в Джерсі майже повністю пройшло на дворі, і оскільки містер Ленгтрі любив кататися на яхтах, я стала досвідченою яхтсменкою і дуже любила всі види вправ на свіжому повітрі, але прагнула побачити щось більше у світі».
Весілля Ліллі й Едварда святкували у Сент-Гелієрі, Джерсі. Ленгтрі володів великою вітрильною яхтою Red Gauntlet, що свідчило про його заможність. Ліллі наполягла, щоб він забрав її з Нормандських островів. 1876 року пара орендувала квартиру в Ітон-Плейс, Белгравія, Лондон, а на початку 1878 року переїхали на Норфолк-стріт, 17 (тепер Данравен-стріт, 19) біля Парк-лейн, щоб задовольнити зростаючі вимоги гостей Ліллі.

В інтерв'ю 1882 року, опублікованому в кількох газетах (включно з «Brisbane Herald»), Ліллі Ленгтрі сказала:
Це все через лорда Ранелі і художника Френка Майлза, якого я вперше представила лондонському суспільству… Я поїхала до Лондона, і мене відвідали мої друзі. Серед них найбільший ентузіазм мав містер Френк Майлз, художник. Пізніше я дізналас

я, що він побачив мене одного вечора в театрі і марно намагався дізнатися, хто я. Він ходив у клуби та своїм друзям-художникам говорив, що бачив красуню, і описував мене всім, кого знав, доки одного разу один із його друзів не зустрів мене, і нас належним чином представили. Потім прийшов містер Майлз і благав мене написати мій портрет. Я погодилася, і коли портрет закінчили, він продав його принцу Леопольду. Відтоді мене скрізь запрошували, і багато членів королівської сім'ї та дворянства мене дуже любили. Після Френка Майлза я позувала для портретів Мілле та Берн-Джонса, а тепер Фрайт показує моє обличчя на одній зі своїх чудових картин.

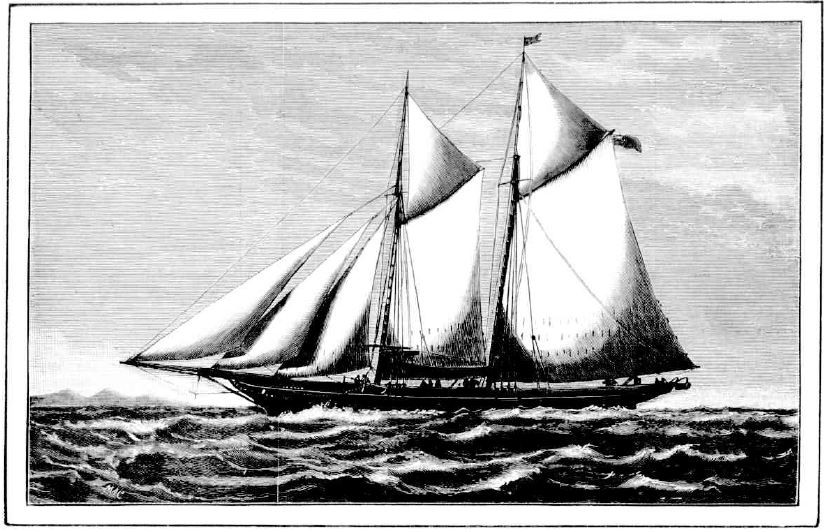
Яхта Red Gauntlet належала Едварду «Неду» Ленгтрі, першому чоловікові Ліллі (ле Бретон) Ленгтрі

1877 року брат Ліллі, Клемент Ле Бретон, одружився з Еліс, позашлюбною донькою Томаса Герона Джонса, 7-го віконта Ренела, який був другом їхнього батька. Після випадкової зустрічі з Ліллі в Лондоні Ренел запросив її на прийом 29 квітня 1877 року, який відвідали кілька відомих художників у будинку сера Джона та леді Себрайт. На заході вона привернула увагу своєю красою та розумом. Ленгтрі була у траурі через загибель наймолодшого брата на верховій їзді, тому, на відміну від вишуканого одягу більшості присутніх жінок, на ній була проста чорна сукня і жодних прикрас. До кінця вечора Френк Майлз виконав кілька її ескізів, які стали дуже популярними на листівках.
Інший гість, сер Джон Еверетт Мілле з Джерсі, зрештою написав її портрет. Її прозвали «Джерсійська лілія», від лілії (амариліс прекрасний) символу Джерсі. Прізвисько прижилося завдяки портрету Мілле «Джерсійська лілія». Картина викликала великий інтерес, коли її виставили в Королівській академії, і яку довелося зняти, щоб уникнути пошкодження відвідувачами. На картині Ленгтрі зображена з гернсійською лілією, а не з джерсійською, оскільки не знайшли саме джерсійську. Друг Мілле, Руперт Поттер (батько Беатрікс Поттер), був захопленим фотографом-аматором і сфотографував Ліллі, коли вона 1879 року відвідувала Мілле в Шотландії. Вона також позувала для Едварда Пойнтера і зображена на роботах Едварда Берн-Джонса.
Ліллі Ленгтрі прибула наприкінці 1870-х, у період розквіту «професійних красунь». Марго Асквіт, дружина прем'єр-міністра початку XX століття, сказала: «Це були дні великих красунь. Лондон поклонявся красі, як і греки. Фотографії принцеси Уельської, місис Ленгтрі, місис Корнуолліс Вест, місис Вілер і леді Дадлі збирали натовпи перед вітринами. Я бачила знаних і звичайних жінок, як-от стара леді Кадоган й інші, які стояли на залізних стільцях у парку, щоб побачити місис Ленгтрі, яка проходила повз; і кожного разу, коли їхала леді Дадлі з Джорджіани, навколо її карети під час зупинки збиралися натовпи, щоб побачити це видіння краси, яка тримала велику голландську парасольку над головою свого безживного чоловіка». Марго Асквіт стверджувала, Ліллі стала центром суспільного ажіотажу, який перевершив інших «красунь». «„Джерсійська лілія“ — так називали місис Ленгтрі — мала грецькі риси обличчя, прозору шкіру, приголомшливі очі, світле волосся та тверде біле горло. Вона трималася прямо, відмовлялася стягувати талію, і її хода була схожа на рухи красивого хорта. Це був день помітних жіночих образів, і сьогоднішні мініатюрні красуні пройшли б поміченими, але без емоцій». Місис Ленгтрі була нова для публіки, і її фотографії, виставлені у вітринах, змушували кожного перехожого зупинятися, щоб поглянути на них. «Моя сестра, Чарті Рібблсдейл, розповіла, що у лондонському танцювальному залі кілька модних дам стояли на своїх стільцях, щоб побачити місис Ленгтрі, яка ввійшла до кімнати. У блискучому циліндрі й щільному одязі вона їздила верхи на рудому чистокровному велетенському коні того вечора в Роттен Роу. Серед її шанувальників були принц Уельський (король Едуард) і нинішній граф Лонсдейл. Одного разу, коли я їхав верхи, я побачив місис Ленгтрі, яку супроводжував лорд Лонсдейл, зупинившись біля поручнів у Роттен Роу, щоб поговорити зі своїм знайомим чоловіком. Не знаю, що вона могла йому сказати, але після короткого обміну словами лорд Лонсдейл зіскочив з коня, перестрибнув через поручні й стиснутими кулаками вдарив шанувальника місис Ленгтрі в обличчя. Після цього почалася боротьба, і, на радість здивованим глядачам, лорд Лонсдейл збив свого противника з ніг».
Дейзі Гревіль, графиня Ворік, спробувала проаналізувати успіх Ленгтрі. Молодою дівчиною в супроводі свого вітчима вона зустріла Ліллі в студії Френка Майлза.
Тео Аронсон, королівський біограф й автор книги про трьох «офіційних коханок» короля Едуарда, звернув увагу на мінливий характер лондонського вищого суспільства наприкінці XIX століття. За його словами, Ліллі пощастило свого часу. «Наприкінці 1870-х років суспільство переживало трансформацію. До того часу англійська аристократія була недоступним кланом, що складався з близько десяти тисяч осіб, які, своєю чергою, належали до півтори тисячі сімей. Титул (чим старший, тим кращий) або давно встановлене походження були двома якостями, необхідними для приналежності до цієї обраної групи; третьою було володіння землею… Але протягом останніх кількох років все почало змінюватися. Багато в чому це сталося через ставлення принца Уельського. Завдяки своїй схильності до дуже багатих людей — незалежно від того, чи досягли статку самі, чи були євреями або іноземцями, чи навіть все разом — він розширив межі вищих класів за межі позолоченого частоколу земельної аристократії. Ділової хватки, краси і, меншою мірою, розуму ставало достатньо, щоб її прийняли… Саме ця відкритість суспільства частково пояснює легкість, з якою Ліллі Ленгтрі прийняли; частково, але не повністю». Багато в чому її успіх зумовлений її особливими якостями. «З одного боку, вона не була нахабною парвеню. За вікторіанськими стандартами вона була леді. Її чоловік, хоч би які й недоліки, не робив нічого такого вульгарного, окрім праці, щоб заробити на життя. Можливо, його дідусь був судновим магнатом, який досяг чогось сам, але Едвард був джентльменом, який любив дозвілля. Тоді сама Ліллі була дочкою преподобного; а дочки священнослужителів, якщо й не зовсім аристократичні, то безперечно були соціально прийнятними. У вікторіанській ієрархії священнослужителі займали ранг, окрім землевласників… Її зовнішність, жвавість і чуттєвість, і добре виховання: вона вміла поводитись на людях». Перш за все, 1877 року, у двадцять три роки, Ліллі мала перевагу не тільки завдяки красі, але й завдяки незвичайному типу краси. Ось така зовнішність тоді були у фаворі художнього авангарду… «В епоху прерафаелітів Ліллі Ленгтрі була уособленням прерафаелітів. Все — шия, квадратна щелепа, чітко окреслені губи, прямий ніс, блакитні очі, бліда шкіра (її прозвали лілія, розповідає вона нам, через білосніжний колір обличчя), навіть волосся, розпущене на потилиці, відповідало мистецькому ідеалу жіночої зовнішності. Не дивно, що стільки видатних художників конкурували один з одним, прагнучи намалювати її… Але водночас Ліллі не була однією з млосних, неземних дівчат, які так любили тодішнє богемне братство. Її краса оживала від її жвавості. Ліллі володіла красою, особистим магнетизмом, допитливістю й аурою чуттєвості з майже тваринною пристрастю. Дуже розумна й ерудована, Ліллі також була однією з найбільш розважливих жінок. Особливе поєднання якостей стало причиною стрімкого зростання слави».
Ліллі Ленгтрі потрапила в богемне лондонське суспільство після року нецікавого життя в Лондоні зі своїм чоловіком Едвардом Ленгтрі, коли вона отримала запрошення від сера Джона та леді Себрайт. У переповненій вітальні леді Себрайт перетиналися аристократичний і мистецький світи. За словами Тео Аронсона: «Для Ліллі це був ідеальний трамплін». Джон Еверетт Мілле, також народжений у Джерсі та найвідоміший художник у країні, був її товаришем за вечерею. «Той вечір у Сібрайтів» змінив життя Ліллі Ленгтрі. Особливе середовище — естетичне, хитроумне, нетрадиційне — в яке вона щойно потрапила, завжди шукало нових розваг, нових відчуттів і нових облич. І мало було таких разючих облич, як її. За кілька днів стіл у холі її квартири на Ітон-Плейс був завалений запрошеннями — на обід, вечерю чи танці. До кінця місяця хазяйка Ленгтрі бурчала про те, «скільки разів їй довелося відчиняти двері, коли черговий лакей у лівреї доставляв чергове запрошення з позолоченими краями». Поєднання її краси, особистого магнетизму та цінної допитливості зробило Ліллі одним із найвідоміших облич за кілька тижнів після вечірки леді Себрайт. Джон Еверетт Мілле та Френк Майлз бачили можливості, які відкривала Ліллі. «Мої ескізи Ліллі під час її першого лондонського сезону, — писав Майлз двадцять років потому, — заробили набагато більше, ніж я коли-небудь отримував на найбільших замовленнях на мої найдорожчі картини». Ще більшого визнання Ліллі здобула її фотографічність. Фотографія була відносно новим мистецтвом і високою оцінкою жіночої краси, у певний період репродукції привабливих жінок купували. «Професійні красуні», всі представники вищого суспільства, були сфотографовані у всіх мислимих образах. Захоплення колекціонуванням цих фотографій — захват, який передвіщав популярність спочатку зірок кіно, а потім і попзірок — не обмежувався середнім класом. Крім того, у багатьох аристократичних вітальнях був альбом у шкіряній палітурці з латунними замками з обличчями «професійних красунь» сезону.
1878 року Ліллі Ленгтрі привернула велику увагу на перегонах в Аскоті. Леді Августа Фейн: «Вона була тоді на вершині своєї краси та слави. Куди б вона не йшла, за нею слідкували натовпи витріщених людей, навіть стоячи на стільцях у парку, щоб подивитися на найрозрекламованішу красуню Європи. Що дійсно зробило місис Ленгтрі такою чудовою, так це її чарівна особистість і „природність“. У неї не було ні ніжності, ні „макіяжу“ ні обличчя, ні розуму; вона була сама собою, тому ніхто не міг не любити її, з її веселою, легковажною натурою. Понад усе вона не була снобом; справді, якби вона мала більше світської мудрості та менше сердечності, вона б не сварилася зі своєю знаменитою подругою заради вродливого молодого ровесника пера королівства! Вона недовго була дуже щаслива, оскільки її юний коханець був відданий їй, а потім раптово покинув її і втік із красунею дружиною літнього чоловіка, але це зробило її життя набагато цікавішим, оскільки посприяло виходу на сцену та створення великого імені. Протягом кар'єри вона зустрічалася та розважала більшість найрозумніших людей того часу, подорожувала світом, і де б не з'являлася, її схвально приймали. Я бачила, як місис Ленгтрі вперше з'явилася на сцені у виставі „Вона нахиляється, щоб перемогти“ в театрі „Геймаркет“. Будівля була переповнений її друзями, а шанувальники бурхливо аплодували. Вона мала чудовий вигляд, але мені вона нагадувала загублену богиню, яка випадково заблукала на сцену».
Однак була ще одна причина, чому 78 року Ліллі Ленгтрі привернула увагу: принца Уельського часто бачили на публіці з Ліллі неподалік від нього.

### Королівська коханка

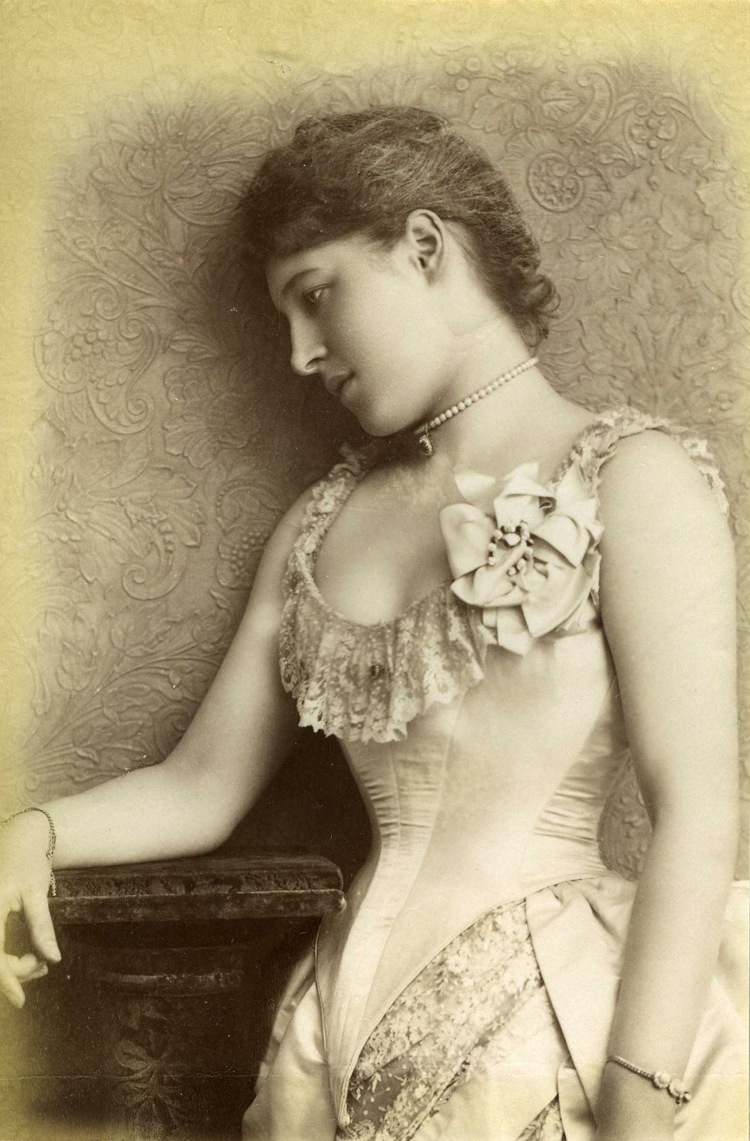
Портрет Ленгтрі роботи Вільяма Дауні, Лондон, 1885 рік

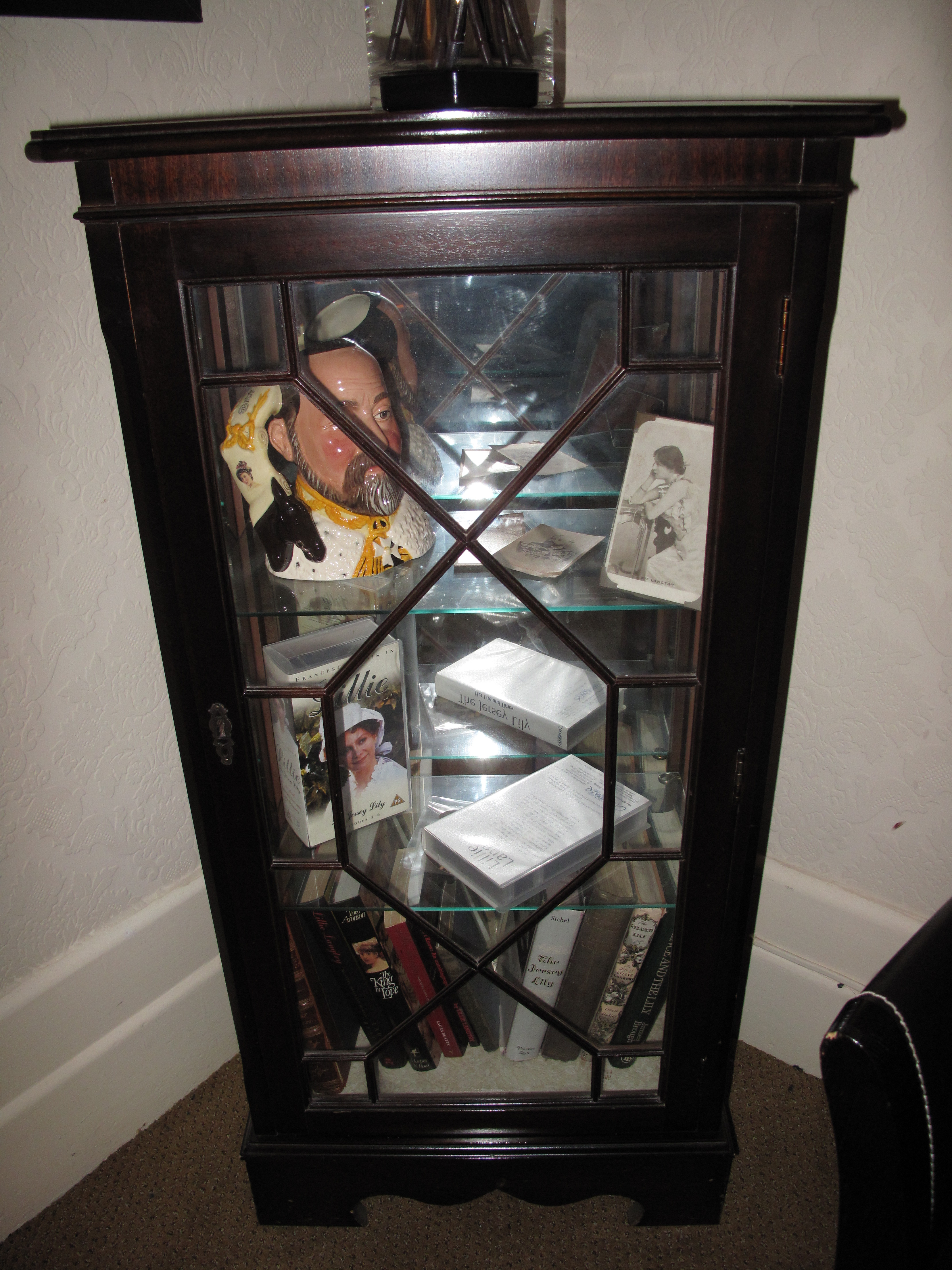
Шафа в готелі Langtry Manor — 2010

24 травня 1877 року, коли його дружина гостювала в Афінах зі своїм братом, королем Греції Георгом, принц Едуард відвідав оперу. Після цього він повечеряв із дослідником Арктики сером Алленом Янгом. За попередньою домовленістю він вперше зустрів безликого спортсмена Едварда Ленгтрі та його 23-річну дружину Ліллі, яка вже вразила лондонське суспільство. Вона відвідувала всі вечірки, і всюди з'являлися її фотографії. Протягом місяця після зустрічі з принцом Уельським натовпи почали збиратися щоразу, коли вона сама чи в його компанії їздила Лондоном. Вважалося, що Ліллі стала коханкою Альберта Едуарда, принца Уельського (пізніше Едуард VII — «Берті» для родини та друзів). Скандалу це не викликало. Олександра, принцеса Уельська, погодилася з ситуацією та прийняла Ліллі Ленгтрі на вечірки в Marlborough House, лондонському Будинку принца і принцеси Уельських.

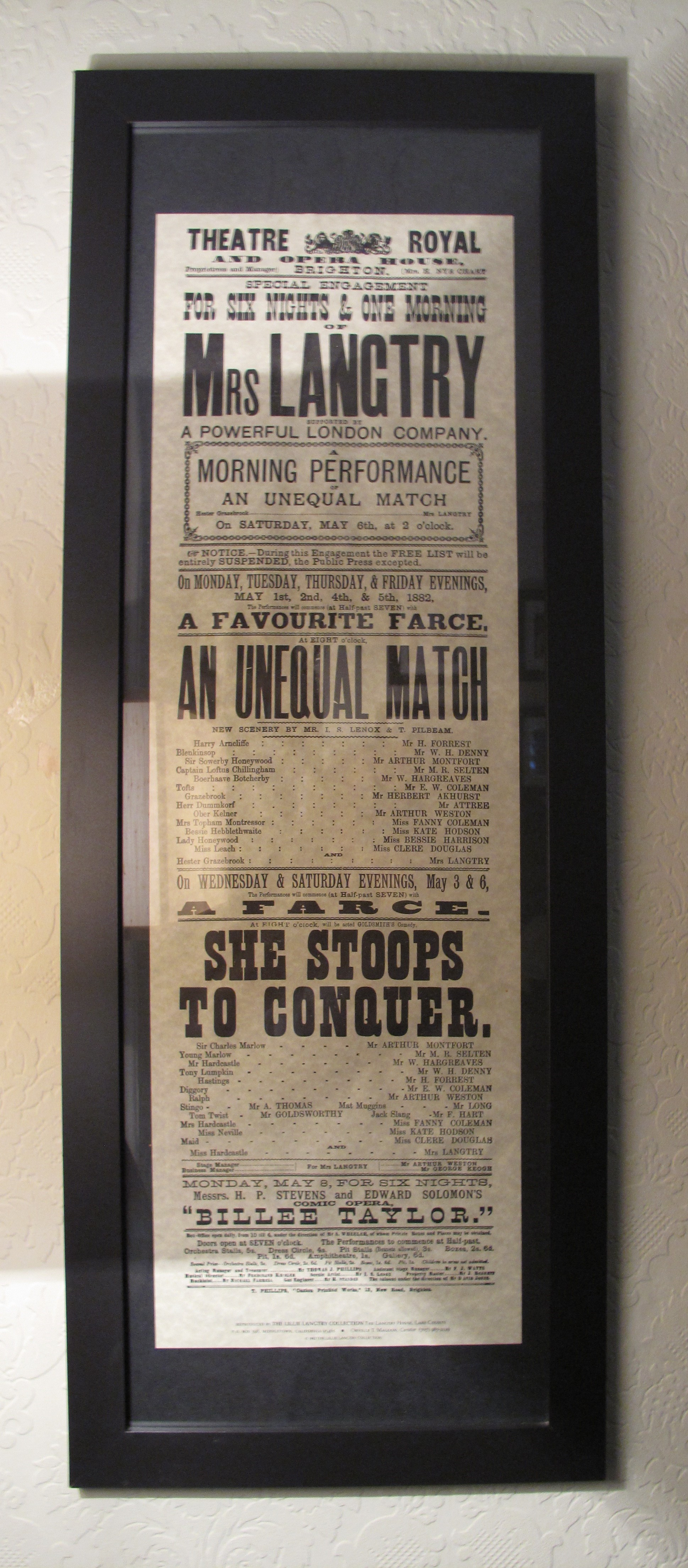
Оригінальний плакат — на виставці в маєтку Ленгтрі, 2010 рік.

Актор Джон Неттлз («Бержерак», «Вбивства в Мідсомері») написав передмову до оновленого видання мемуарів Ліллі Ленгтрі: «У житті Ліллі Ленгтрі керувала елегантна та проста логіка. Вона потребувала слави та багатства, і щоб досягти цього, використовувала свою загальновизнану красу та яскраву чуттєвість, спочатку нехитро, але пізніше з майстерністю куртизанки, щоб отримати доступ до дивовижних тривіальних та зніжених кіл суспільства fin de siecle 1870-х років». Джон Неттлз, також народжений на Джерсі, продовжував, що Ліллі Ленгтрі зачарувала поета Оскара Вайлда та ліберального прем'єр-міністра Вільяма Еварта Гладстона. «Останнє, але не менш важливе, Берті, принц Уельський, спадкоємець престолу, знаніший своїм лібідо, ніж інтелектом, дуже чутливий до принад Ліллі. У запаморочливій прозі П'єра Сішеля „Історія чудової місис Ленгтрі“ цей „сліпучий чарівний принц, чудово вихований, витончено поблажливий, збив молоду й прекрасну острів'янку з ніг і забрав її до свого таємного палацу“ — не зовсім для того, щоб жити довго і щасливо, але достатньо, щоб задовольнити романтичні очікування».
Однак професор Джейн Рідлі поставила під сумнів міф, створений Ліллі Ленгтрі про себе та роль короля Едуарда VII у її житті. У біографії «Берті» досліджувала (привілейований) доступ до паперів принца в Британському королівському архіві, вона доволі критично відгукується про Ліллі Ленгтрі. На її думку, розповідь Ліллі про себе як про невинну сільську дівчину, з якою щойно стався успіх, — нещира. Її штурм лондонського суспільства, хоч і більш разючий, ніж могла мріяти, був ретельно спланований. Ліллі Ленгтрі зізналася в цьому в інтерв'ю 1882 року «New York Herald». Одягнута у вільний червоний халат і сушивши волосся до пояса перед вогнем, вона розповіла репортеру, що родина Ле Бретон має «виконавче право» на деканат Джерсі, яким вони володіли поколіннями. «Мій родовід був хорошим, а суспільство Джерсі було впевнено, що мене добре прийняли як особистість». Вона стверджувала, що її познайомив із лондонським суспільством лорд Ранелаг, чия дочка стала дружиною її брата Клемента. Вона не була авантюристкою. Водночас Ліллі Ленгтрі заперечувала, що вважала себе красунею. «Я ніколи не думала, що така, і не думаю, що я красуня зараз. Я ніколи не дивувалася, коли чула, як люди говорили, що вони дуже розчаровані моєю красою». На думку Рідлі, Ліллі Ленгтрі пощастило: вона приїхала в сезон «Професійних красунь». «Приходьте, ПК будуть», — шкрябали хостес на своїх запрошеннях. «ПК виставлялися як трофеї на вечірках; їхню гідність порівнювали й обговорювали, як конину. Художники в пошуках бестселерів софтпорно пін-апу змагалися в їхньому зображенні; їхні фотографії продавалися як листівки тисячами; жінки стояли на лавках, щоб розгледіти над натовпом у парку, і їхні сукні миттєво копіювались».
1878 рік став роком тріумфу. Ліллі та її чоловік Едвард («Нед») переїхали в будинок на Норфолк-стріт, 17, біля Парк-лейн. Візитівки її фотографій заповнили вітрини, а громадські газети рясніли плітками про Ліллі Ленгтрі та її шанувальників у лондонському суспільстві, зокрема кронпринца Австрії Рудольфа. Він неправильно прочитав сигнали. Він часто заходив до будинку Ліллі на Норфолк-стріт, мабуть, під враженням, що місис Ленгтрі — королівська висококласна повія, але йому були не раді.
Джейн Рідлі висловлює сумніви щодо характеру стосунків з принцом Уельським. Дружбу між «професійною красунею» та принцом Уельським часто описують як приручене кохання, але в центрі розповіді є діра — тиша. Листів цього часу не збереглося. Багато історій здаються перебільшеними або неправдивими. Джейн Рідлі реконструює кілька прикладів. Вважається, що Ліллі завершила свої стосунки з принцом Едуардом, коли його дружина Олександра («Алікс») відмовилася від запрошення супроводжувати його на вечірці в королівському будинку в Крічелі, Дорсет, з лордом Арлінгтоном у січні 1878 року. Справді, Алікс була там. Принцеса навіть зіграла центральну роль на балу й урочистостях, які тривали тиждень. Леді Луїза Манчестер доповіла Бенджаміну Дізраелі (лорду Біконсфілду), прем'єр-міністру того часу, що принц Едуард був «дуже різким» протягом усього візиту; про Ленгтрі не згадувалося.
За словами Джейн Рідлі, Ліллі Ленгтрі опублікувала неправдиву історію про свій виступ у суді. У своїх мемуарах вона писала, як її представили королеві Вікторії. Її чоловіка представили кілька тижнів тому, і презентація Ліллі підтвердила її амбівалентний соціальний статус. Вона була в списку леді, але королева, яка зазвичай залишала свої вітальні задовго до кінця, навмисно затримувалася, щоб побачити її, принаймні так вважала Ліллі. Ліллі описує у своїх мемуарах: «Королева Вікторія подивилася прямо перед собою і, як мені здалося, простягла руку досить поверхово. На її обличчі не було навіть проблиску усмішки, вона була серйозною та втомленою. Моє випробування ще не закінчилося, тому я зробила реверанс перед довгим рядом членів королівської сім'ї, хоча, зустрічаючи їх деінде раніше, вони усміхалися й тисли один одному руки, коли я проходила повз. Мої реверанси почалися з принца та принцеси Уельських, але вони ставали все менш і менш глибокими та менш виразними, коли я згадувала, що мене чекає ще один життєво важливий момент, перш ніж я нарешті буду „поза небезпекою“… Дорогою додому леді Ромені з палацу висловила здивування з приводу присутності Її Величності до самого кінця у цій особливо довгій вітальні, але того вечора, танцюючи в королівській кадрилі на балу в Мальборо-хаус, я дізналася про те, чому королева залишилася. Схоже, вона дуже хотіла мене побачити і залишилася, щоб переконатися в моїй зовнішності. Навіть додали, що вона була роздратована через те, що я так запізнилася. Щодо мого зовнішнього вигляду, то мені було цікаво, що Її Величність подумала про головний убір. Я боюся, що розмахування страусовим пером могло бути занадто, оскільки принц Уельський того вечора добродушно дорікнув мені за моє сумлінне дотримання наказу лорда-камергера. У всякому разі, я мала на увазі добре». Джейн Рідлі стверджує, що цей анекдот, схожий на вигадку Ліллі. «Берті не було у вітальні Ліллі. Він був у Парижі. Так само й Алікс. Знайомство Ліллі організовали так, щоб уникнути збентеження принців Уельських».
На думку Джейн Рідлі, Ліллі Ленгтрі вигадувала історії, які натякали, що після представлення королівській сім'ї та зустрічі з прем'єр-міністром Бенджаміном Дізраелі (лордом Біконсфілдом) влітку 1878 року її визнали королівською коханкою. Однак, як зазначив біограф, її кар'єра була одним винаходом. «Вона досягла успіху у самостійному формулюванні себе, ретельно створюючи образ себе як королівської коханки, щоб представити його світові».
Біографи Ліллі Ленгтрі припустили, що принц Уельський наказав побудувати для неї будинок у Борнмуті, щоб вони могли таємно зустрічатися. Представники готелю «Langtry Manor» у Борнмуті стверджували, що віллу побудували як «любовне гніздечко» для Едуарда та Ліллі. Досить важлива заява, тому що Ліллі не мала місця, де вона могла б розважати принца, окрім свого будинку на Ітон Плейс. Це дрібниця, яка можливо не мала значення, але стала гнітючою через постійну й пильну присутність її чоловіка. Протягом дня йому як і раніше не було чого робити. Він проводив багато часу вдома або оговтувався від похмілля попереднього дня або готувався до наступного. Не було й мови про те, щоб він тактовно відвідував свій клуб, як багато інших чоловіків до нього, тому що він не належав до жодного. Однак будинок у Борнмуті побудували для Емілі Ленгтон Ленгтон. Овдовіла Емілі Ленгтон Ленгтон приєдналася до Британської жіночої асоціації поміркованості, і 1877 року побудувала Червоний дім на перехресті Найветон-роуд і Дербі-роуд, Борнмут, включно з великою кімнатою для зібрань.
За пропозицією свого видавця, королівський біограф Тео Аронсон написав дослідження про трьох так званих офіційних коханок короля Едуарда VII: Ліллі Ленгтрі, Дейзі Ворвік й Еліс Кеппел. «Захоплива тема». Після публікації «Закоханого короля» на адресу Аронсона надійшло багато листів і телефонних дзвінків від людей, які стверджували, що є позашлюбними нащадками короля Едуарда VII. Попри те, що вони прочитали мою книгу (або, можливо, не прочитали), в якій я пояснюю, що трирічний зв'язок Едуарда з Ліллі Ленгтрі завершився до 1880 року, багато з цих кореспондентів стверджували, що походять від якоїсь дитини, народженої королем Едуардом VII і Ліллі на початку 1900-х років, коли вона давно перетнула дітородний вік… В інших є історії про таємні «любовні гніздечка» або підземні ходи, якими король користувався, коли розважав Ліллі Ленгтрі (тільки її, а не інших коханок), попри те, що титул короля отримав через кілька десятиліть після припинення роману. Джейн Рідлі робить висновок з інформації Аронсона: «Тримаючи Ліллі в таємних будинках, Берті сподівався жити подвійним життям і захистити Алікс від збентеження. Розповіді також розкривають неоднозначний соціальний статус Ліллі — попри дружбу з принцом, її не вважали годящою гостею для домашнього вечора».
Джейн Рідлі не змогла знайти доказів про точний характер стосунків між Ліллі Ленгтрі та принцом Уельським. Однак і без вогню диму було достатньо. У Королівському архіві у Віндзорському замку Рідлі знайшла листування між особистим секретарем принца Френсісом Ноллісом і адвокатом принца Джорджем Льюїсом. Здається, Едвард («Нед») Ленгтрі використовував Джорджа Льюїса як брокера, обмінюючи мовчання і готівку на любовні листи Берті. Льюїс тримав у курсі Нолліса щодо смерті Едварда Ленгтрі — він помер 1897 року п'яним у лікарні Честера. Льюїсу вдалося до останнього підтримувати дружні стосунки з Едвардом Ленгтрі, тому він написав у листопаді 1897 року Френсісу Ноллісу. Принц Уельський підтримував дружбу з Ліллі все життя.
У липні 1879 року у Ленгтрі зав'язався роман з лордом Шрусбері; у січні 1880 року Ленгтрі та граф планували втекти разом. Восени 1879 року скандальний журналіст Адольфус Розенберг написав у «Town Talk» про чутки, що її чоловік збирається розлучитися з нею, і привів, серед іншого, принца Уельського в як співвідповідача. Розенберг також писав про Петсі Корнуоліс-Вест, чий чоловік подав на нього до суду за наклеп. У цей момент принц Уельський доручив своєму адвокату Джорджу Льюїсу також подати до суду. Розенберг визнав вину в обох звинуваченнях і був засуджений до двох років ув'язнення.
1880 року зійшлося багато речей: скандал у Шрусбері, чутки про розлучення і таємна вагітність — не від чоловіка. Багато дверей були безсердечно зачинені перед нею. З відмовою королівської милості кредитори закрилися. Фінансова ситуація Ленгтрі не відповідала їхньому трибу. У жовтні 1880 року Ленгтрі продала багато майна, щоб погасити борги, це дозволило Едварду Ленгтрі уникнути банкрутства. Ліллі виїхала за кордон. Виникла необхідність змінити життя. Принц Уельський, непохитний у дружбі, допоміг знайти роботу. Він познайомив її з актором-менеджером Сквайром Бенкрофтом, який контролював «Геймаркет» і театри принца Уельського. Ліллі Ленгтрі використовувала свою славу та красу, щоб стати професіоналкою. Принц Уельський підтримував її, відвідуючи театр, поки вона була на сцені, і робив усе від нього залежне, щоб допомогти недосвідченій акторці.
Хай там як, зв'язок Ліллі з принцом тривав з кінця 1877 року до червня 1880 року.

### Донька
У Ленгтрі був короткий роман з принцом Людвігом Баттенбергом. Однак з листів Ліллі Ленгтрі до Артура Кларенса Джонса (1854—1930) складається враження, що вона також мала роман чи принаймні близьку дружбу з цим другом дитинства її братів, який продовжував жити на Джерсі. Артур Джонс був братом її невістки; обидва були позашлюбними дітьми лорда Ранела.
У червні 1880 року Ліллі завагітніла не від свого чоловіка. Явним батьком був Луїс Маунтбеттен. Джейн Рідлі порівняла дати з щоденником принца Уельського: Луїс Баттенберг перебував у Marlborough House 27 червня, у ймовірну дату зачаття. Так чи інакше, Ліллі змусила принца Луї повірити, що саме він є батьком дитини. Принц Уельський позичив Ліллі 2000 фунтів, щоб сплатити борги. Едвард Ленгтрі, який часто відвідував її без попередження, не мав можливості побачитися з нею. Едвард Ленгтрі постійно отримував запрошення постріляти або порибалити. Було важливо, щоб він не дізнався про вагітність. Викликало занепокоєння реакція Едварда Ленгтрі на новину про вагітність дружини від іншого чоловіка, бо він мг подати до суду на розлучення, затягнувши принца Уельського в суди. Ліллі провела літні канікули на Джерсі. Однієї жовтневої п'ятниці, на четвертому місяці вагітності, вона ненадовго відвідала Лондон і побачила принца Уельського. 17 жовтня принц Уельський провів зустріч зі своїм лікарем Оскаром Клейтоном і побачив Луїса Баттенберга. Того ж дня Луї вирушив у дворічну кругосвітню подорож на військовому кораблі HMS Inconstant. Ліллі відвезли до Франції. 18 березня 1881 року вона народила дівчинку Жанну Марі.
Нахідка 1978 року листів Ленгтрі до Артура Джонса та публікація 1999 року Лаурою Бітті цитат з них підтверджують ідею, що Джонс був батьком доньки Ленгтрі. Можливо, вона сказала йому, що він — батько дитини. Так чи інакше, у листі жінка наполягала на тому, щоб Джонс купив в аптеці зілля, щоб викликати викидень. Вагітною вона писала йому палкі листи і запевняла, що він їй потрібен. Ймовірно, Джонс залишився з нею в Парижі після того, як вона написала йому листа з датами пологів — за словами її лікаря.
Однак син принца Луї, граф Маунтбеттен з Бірми, завжди стверджував, що його батько був батьком Жанни Марі.
Марго Асквіт розповіла Жанні Марі, хто її батько, коли їй було двадцять років. Історія навколо батьківська розповідає, що Жанна Марі гірко скаржилася на своє позашлюбне народження. Мама різко запитала її: «Кого б ти вибрала як батька — нужденного ірландського п'яницю чи королівського принца й найкрасивішого з усіх морських офіцерів?».

## Нащадки
1902 році Жанна Марі Ленгтрі одружилася з шотландським політиком Єном Малкольмом в церкві Святої Маргарити. У них було троє синів і дочка. Жанна Марі померла 1964 року.
У 1948—1956 роках її донька Мері Малкольм була однією з перших двох дикторів телевізійної служби BBC (тепер BBC One). Вона померла 13 жовтня 2010 року у 92 роки. У нікролозі в «Ґардіан» згадувалося, що Марі була онукою короля Едуарда VII. Потім виправлено: "Цей некролог повоєнної телеведучої BBC Марі Малькольм говорив, що її мати, Жанна-Марі, була донькою Ліллі Ленгтрі та Едуарда VII, єдиною з його позашлюбних дітей, яку він визнав. Хоча Ленгтрі була коханкою Едуарда VII, батьком її дочки був визнаний принц Луї Баттенбергський, дід принца Філіпа. «Таймс» опублікувала некролог, у якому згадується, що Жанна Марі Ленгтрі виросла, вірячи, що вона дочка Едуарда VII: «Малкольм мала аристократичний родовід. Вона була онукою Ліллі Ленгтрі, акторки, красуні та коханки принца Уельського, пізніше Едуарда VII. Її мати, Жанна Марі, була зачата та народжена поза шлюбом, і [леді] Малькольм росла, вірячи, що вона дочка короля. Лише пізніше вона дізналася, що її батьком був принц Луї Баттенбергський, чиїми законними дітьми був майбутній граф Маунтбаттен Бірмський». Це не виправляли. Престижний Оксфордський національний біографічний словник також називає Луїса Маунтбеттена дідом Марі Малкольм. «Її маму часто вважали позашлюбним нащадком Едуарда VII (коли він був принцом Уельським). Це не так. Батьком Жанни-Марі був (або, принаймні, був визнаний) німецький принц Людовик Баттенбергський. Він англізував своє ім'я, коли оселився у Британії, і його онук Філіп Маунтбаттен згодом одружився на членах королівської сім'ї та став герцогом Единбурзьким і чоловіком королеви Єлизавети II». Артур Джонс не згадується. «Дейлі телеграф» згадувала Ліллі Ленгтрі, але не передбачуваного (дідуся) батька.
Другий син Жанни Марі, Віктор Ніл Малкольм, одружився з англійською актоксою Енн Тодд. Вони розлучилися наприкінці 1930-х років. 1942 року Віктор Малкольм одружився вдруге на американці Мері Еллері Ченнінг.

## Кар'єра у театрі та кіно

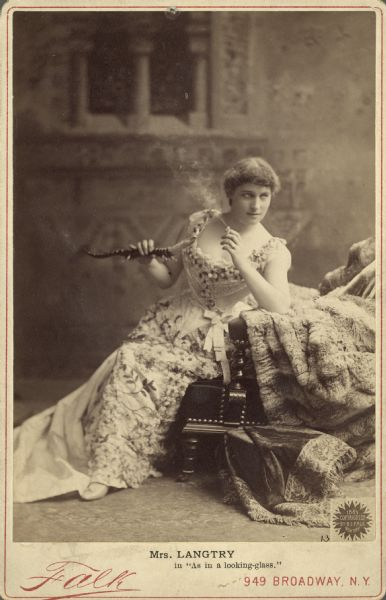
Ліллі Ленгтрі в ролі авантюристки Лени Деспард з п'єси 1887 року «Як у задзеркаллі»

1881 року Ленгтрі потребувала грошей. Її близький друг Оскар Вайлд запропонував їй спробувати театр, і так вона почала акторську кар'єру. Вперше пройшла прослуховування для аматорської постановки в Твікенгемі 19 листопада 1881 року. Це була діалогічна комедія «Чесна зустріч», у якій Генрієтта Лабушер виконувала іншу роль і тренувала Ленгтрі як акторку. Лабушер була професійною акторкою до того, як зустріла та одружилася з депутатом від ліберальної партії Генрі Лабушером.
Після схвальних відгуків про цю першу роль на сцені та подальших уроків Ленгтрі дебютувала перед лондонською публікою, зігравши Кейт Гардкасл у «Вона нахиляється, щоб перемогти» у Вест-Ендському театрі «Геймаркет» у грудні 1881 року. Думка критиків була неоднозначною, але вона мала успіх у публіки. Наступну роль виконала у «Нашому» у тому ж театрі. Хоча її роман із принцом Уельським закінчився, він підтримав її нове захоплення, відвідавши кілька її виступів і сприяючи залученню аудиторії.
На початку 1882 року Ленгтрі залишила «Геймаркет» і заснувала власну компанію, гастролюючи Великою Британією з різними виставами. Вона все ще перебувала під наставництвом Генрієтти Лабушер. Американський імпресаріо Генрі Еббі влаштував для Ленгтрі гастролі в США. У жовтні 1882 року її зустріла преса й Оскар Вайлд, який перебував у Нью-Йорку з лекційним туром. Її першої появи чекали з нетерпінням, але за ніч до відкриття театр згорів. Виставу перенесли в інше місце і показували наступного тижня. Згодом її продюсерська компанія почала турне США від узбережжя до узбережжя, яке закінчилося у травні 1883 року «жирним прибутком». Перед від'їздом з Нью-Йорка вона різко розійшлася з Генрієттою Лабушер через стосунки Ленгтрі з Фредеріком Гебхардом, багатим молодим американцем. Її перше турне до США (у супроводі Гебхарда) мало величезний успіх, який вдалося повторити в наступні роки. Хоча критики загалом засуджували її інтерпретації таких ролей, як Полін у «Ліонській пані» чи Розалінди у «Як вам це сподобається», публіка її любила. Після повернення з Нью-Йорка у 1883 році Ленгтрі записалася в консерваторію в Парижі на шість тижнів інтенсивного навчання, щоб вдосконалити свою акторську техніку.
1889 року зіграла роль леді Макбет у «Макбеті» Шекспіра. 1903 року зіграла головну роль у США у постановці «The Crossways», написаному нею у співпраці з Джоном Гартлі Меннерсом, чоловіком акторки Лорет Тейло. 1906 року повернулася з гастролями до США та знов 1912 року, з'явившись у водевілях. Востаннє вона виступала на сцені в Америці 1917 року. Пізніше того ж року востаннє виступила в театрі в Лондоні.
У 1900—1903 роках за фінансової підтримки Едгара Ізраеля Коена, орендувала і керувала лондонським театром «Імперіал». Його відкрили 21 квітня 1901 року після масштабної реконструкції. Єдиною кінопоявою Легтрі стала роль у фільмі 1913 року «Дружина його сусіда» режисера Едвіна Портера, у якому також знімалася Сідні Мейсон.

## Кінні перегони
У 1882—1891 роках перебувала у стосунках з американцем Фредеріком Гебхардом, якого описували як молодого члена клубу, спортсмена, власника коней і шанувальника жіночої краси як на сцені, так і поза нею. Багатство він успадкував; його дід по материнській лінії Томас Е. Девіс був одним із найбагатших власників нерухомості в Нью-Йорку того періоду. Його дід по батьківській лінії, голландець Фредерік Гебхард, 1800 року приїхав до Нью-Йорка і розвинув комерційний бізнес, який розширився до банківських і залізничних акцій. Батько Гебхарда помер, коли йому було 5 років, а мати померла, коли йому було близько 10. Він з сестрою Ізабель виховувались опікуном, дядьком по батьківській лінії Вільямом Г. Гебхардом.
Разом з Гебхардом Ленгтрі брала участь у кінних перегонах. 1885 року вони разом привезли стайню американських коней на перегони до Англії. 13 серпня 1888 року Ленгтрі та Гебхард їхали в її приватному вагоні прикріпленому до експреса Erie Railroad, який прямував до Чикаго. Інший вагон перевозив 17 їхніх коней, але зійшов з рейок у Шоголі, штат Пенсільванія, о 1:40 ночі. Вагон покотився та спалахнув. У вогні загинула одна людина, а також чемпіонський кінь Еоле та 14 скакових коней, які належали йому та Ленгтрі. Двоє коней вижили, зокрема Сент Сейвіор, рідний брат Еола. Його назвали на честь церкви Святого Спасителя в Джерсі, де батько Ленгтрі був настоятелем і де вона вирішила бути похованою. Попри припущення, Ленгтрі та Гебхард ніколи не одружувалися. 1895 року він одружився з Лулу Морріс з Балтімора; вони розлучилися 1901 року. 1905 року він одружився з Марі Вілсон; помер 1910 року.

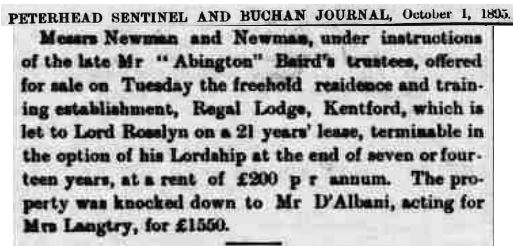
1893 року Ленгтрі купує Regal Lodge (розташоване в селі Кентфорд, поблизу Ньюмаркета в англійському графстві Саффолк) у маєтку Берда.

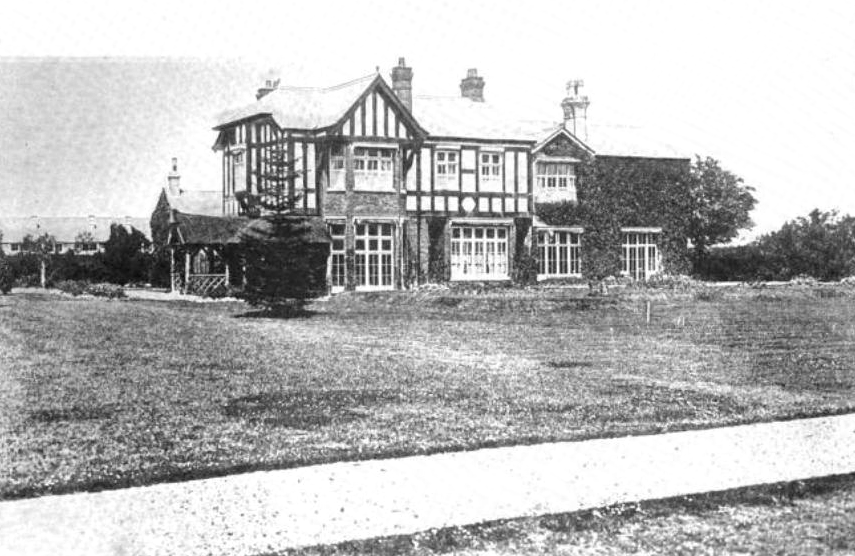
Regal Lodge, 1899 рік

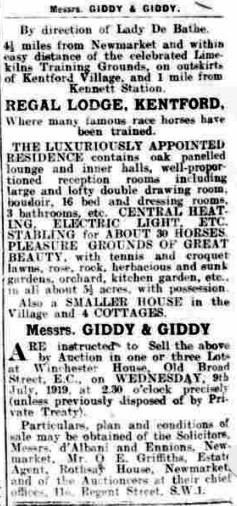
Продаж Regal Lodge у 1919 році

1889 року познайомилася з «ексцентричним молодим холостяком», який мав величезні маєтки в Шотландії, велику племінну конюшню, скакову стайню та більше грошей, ніж знав, що з ними робити: це був Джордж Александр Бейрд або більше знаний як сквайр Абінгтон. Він успадкував багатство від свого діда, який із сімома своїми синами розвинув і досяг фінансового успіху завдяки видобутку вугілля та чавуну. Батько Бейрда помер, коли він був маленьким, залишивши йому цілий статок. Крім того, він успадкував маєтки двох багатих дядьків, які померли бездітними.
Ленгтрі та Бейрд познайомилися на іподромі, коли він підказав їй щодо ставок і грошей, щоб поставити на коня. Кінь переміг, і на пізнішому обіді Бейрд також запропонував їй у подарунок коня на прізвисько Мілфорд. Спочатку вона відмовилася, але інші за столом порадили їй погодитися, оскільки цей кінь був дуже перспективним. Кінь виграв кілька перегонів під кольорами Ленгтрі; його зареєстрували на «містера Джерсі» (на той час жінкам заборонялося реєструвати коней). З 1891 року до його смерті у березні 1893 року Ленгтрі підтримувала стосунки з Бейрдом.
Після смерті Бейрда Ленгтрі придбала двох його коней, Леді Розбері та Стадлі Роял, на розпродажі маєтку. Вона перенесла тренування до стайні Сема Пікерінга в Кентфорд-хаус й оселилася у Regal Lodge у селі Кентфорд, поблизу Ньюмаркету, Саффолк. Будівля розташовувалась неподалік від початкового місця розведення скакових коней Бейрда.
Ленгтрі знайшла наставників в особі капітана Джеймса Октавіуса Мачелла і Джо Томпсона, які допомагали з усіх питань, пов'язаних з біговими доріжками. Коли її тренер Пікерінг не досяг результатів, вона передала своїх 20 коней Фреду Веббу в Екснінг. 1899 року Джеймс Мачелл продав свої стайні в Ньюмаркеті полковнику Гаррі Леслі Бланделлу Маккалмонту, багатому власнику скакових коней, який став шурином Ленгтрі, одружившись 1897 року із сестрою Гуго де Бата Вініфред. Він також був родичем першого чоловіка Ленгтрі, Едварда, чий дід, судновласник Джордж, одружився на представниці графства Антрім Калвелл, пов'язавшись шлюбом з Маккалмонтами.
Лентгрі почула про хорошого коня Мермана, якого виставили на продаж в Австралії. Вона купила його й відправила до Англії; такі відправлення були ризикованими, і вона вже мала негативний досвід, коли кінь отримав поранення (Малума). Мерман вважався одним із найкращих стаєрів; зрештою він виграв гандикап Льюїса, Чезаревича, Кубок Жокейського клубу, Гудвудські ставки, Кубок Гудвуда та Золотий кубок Аскот (з Тодом Слоаном). Пізніше Ленгтрі здобула другу перемогу в Чезаревичем і третє місце з Рейтоєм. Кінь з Нової Зеландії Уніформ виграв для неї гандикап Льюїса.
Користувалася послугами тренерів Джека Робінсона, який працював у Фоксгіллі у графстві Вілтшир, і дуже молодого Фреда Дарлінга, який 1908 року досяг перший великий успіхом з конем Цезаревичем.
Володіла кінною фермою у Газелі, Ньюмаркет. Підприємство не мало успіху. Через кілька років вона відмовилася від спроб розводити племінних коней. 1919 року продала Regal Lodge і всі що, пов'язано з кінними перегонами і переїхала до Монако. Regal Lodge був її домівкою протягом двадцяти трьох років, де вона приймала багатьох знаменитих гостей, зокрема принца Уельського.
З 2014 року проводять кінні перегони на честь її внеску у кінний спорт.

## Вільям Юарт Гладстон— прем'єр-міністр

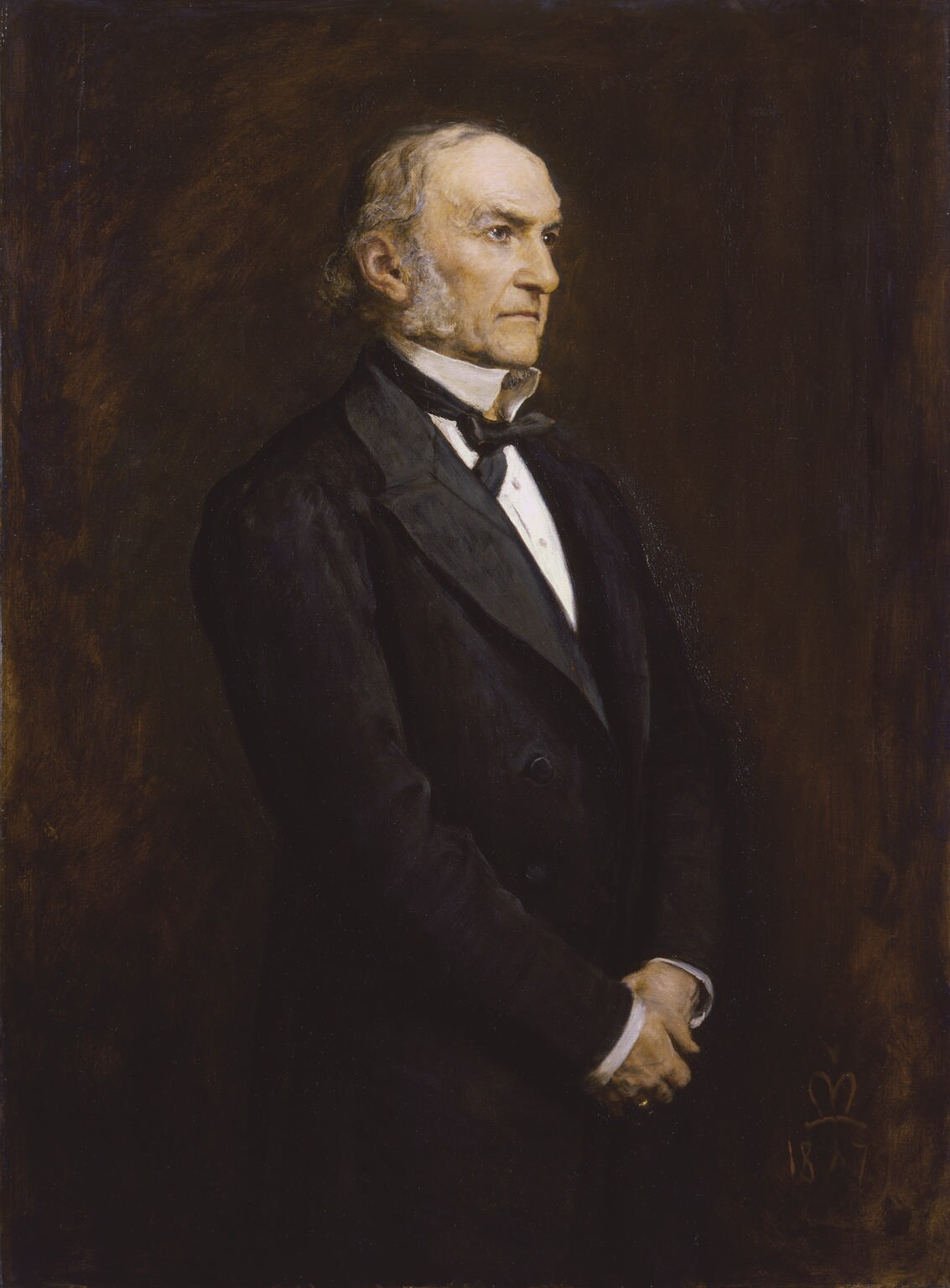
В. Ю. Гладстон, 1879 рік, картина Дж. Е. Мілле — Національна портретна галерея, Лондон

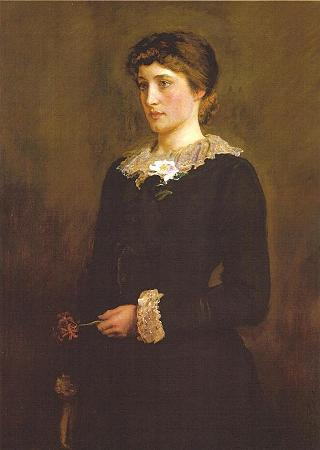
Ліллі Ленгтрі, авторства Мілле, 1878 рік, за рік до портрета Гладстона, написаного Мілле. У мемуарах Ліллі Ленгрі: «Поки я позувала Мілле, я мало-помалу познайомилася з Гладстоном, художник водночас займався малюванням знайомої, розмовної подоби великого державного діяча, яка зараз знаходиться в Національній портретній галереї в Лондоні».

Під час своєї сценічної кар'єри подружилася з Вільямом Евартом Гладстоном (1809—1898), який чотири рази ставав прем'єр-міністром у роки королеви Вікторії. У своїх мемуарах Ленгтрі розповідала, що вперше зустріла Гладстон, коли позувала для свого портрета в студії Мілле. Згодом він став для неї наставником.
Існує думка, що це вигадка самої Ліллі Ленгтрі. Біографи Вільяма Юарта Гладстона вважають інакше. Вони також досить цинічно висловлюються щодо її мотивів.
Ліллі Ленгтрі у книзі «Дні, які я знала»: «Однією з найприємніших рис мого дебюту було піклування про мій від'їзд, яке виявляла ця талановита істота, В. Ю. Гладстон. Хоча ми випадково зустрілися в студії Мілле, я знала його довше. Але тепер він часто приходив до мене і заходив (тоді він був прем'єр-міністром), щоб застати мене за обідом, а потім піти в театр. Яким дивовижним здавалося мені, що ця велика і всіма затребувана людина хоча б побіжно думала про мене та мою роботу. Але він робив більше. Його всеосяжний розум і мила натура розуміли складне завдання, яке стояло переді мною, зовсім іншу орбіту, якою відтепер рухатиметься моє життя, і він знав, як я почуваюся кинутою напризволяще. І завдяки своїм широким знанням публіки він зрозумів, наскільки він може мені допомогти — як лосось радить наживці. Я ніколи не забуду мудрість Гладстона та піднесений вплив його візитів. Іноді він читав уголос свої улюблені уривки з Шекспіра. Потім, знову ж таки, він приносив мені книги. Він був справді релігійним, вірив, як казав мені „з простою вірою дитини“. І неможливо було перебувати в його компанії, не відчувши тієї доброти, що виходить від нього… Серед багатьох його чудових настанов я пам'ятаю і завжди буду пам'ятати цю слушну пораду. Він сказав: „У своїй професійній кар'єрі ви будете стикатися з нападами, особистими та критичними, справедливими та несправедливими. Терпіть їх, ніколи не відповідайте, і, перш за все, ніколи не поспішайте про це писати, щоб пояснити чи захистити себе. І ніколи цього не робив“».
Однак не Гладстон шукав Ліллі; зближення походило від Ліллі. Абрахам Гейворд, впливовий журналіст, написав Гладстону листа від 8 січня 1882 року: «Місіс Ленгтрі, яка є вашою гарячою шанувальницею, сказала мені сьогодні вдень, що вона буде дуже задоволена, якщо ви завітаєте до неї, і я вам кажу це, хоча хвилююся, що зараз у вас є інші, більш нагальні справи. Її адреса: 18 Albert Mansions, Вікторія-стріт, і зазвичай вона вдома близько шостої».
Опубліковані щоденники Гладстона показують, що Ліллі Ленгтрі та один з найвизначніших британських державних діячів дійсно спілкувалися. Однак редактор щоденників сумнівається, що дружба була важливою, з погляду Гладстона. Він постійно відвідував театр і з задоволення ходив по театру. Він часто відвідував комедійні і драматичні вистави. Чутки не дивували, зважаючи на репутацію Ліллі та плітки про нічні заняття Гладстона, які поширювалися в лондонських клубах. Гладстон мав звичку «рятувати» повій, намагаючись переконати їх, що краще не жити в гріху, а знайти гідну роботу. 3 квітня 1882 року Гладстон записав у щоденнику: «Я не знаю, яку оцінку їй дати. Її манери дуже приємні, і в ній є працелюбний дух». 16 лютого 1885 року він написав: «Бачив місис Ленгтрі: мабуть, востаннє». Особистий секретар Гладстона турбувався через спілкування Ліллі Ленгтрі та Гладстона: він боявся, що вона може заробити соціальний капітал на їхніх зв'язках. «Минулого тижня містер Г. отримав запрошення на недільний вечір „вдома“ від місис Ленгтрі. Він не скористався цим, але пішов і зайшов до неї додому. Він її навіть не бачив, але за кордоном вже ходять усілякі чутки про його близькість із „професійною красунею“. Ці чутки більше б поширились і мали підґрунтя, якби він пішов на вечір, я думаю, нам вдалося відлякати його й візитівку, за яку я спочатку хотів сховатися й промовчати. Звичайно, Роузбері ні на день раніше не говорив про нічні прогулянки, про які тепер відкрито говорять у суспільстві». Справи навіть погіршилися. Гладстон подарував Ліллі Ленгрі примірник своєї улюбленої книги «Сестра Дора» — біографію жінки знатного походження, яка працювала медсестрою серед бідних. Гамільтон: «Вона, очевидно, намагається отримати соціальний капітал на знайомстві, зачепивши його. Говоряться найнеприємніші речі зі всілякими перебільшеннями. Я скористався нагодою, щоб сказати слово і застерегти його від підступів жінки, чия репутація неприємно пахне, що попри всі зусилля Його Високості, ніхто не прийме її в свої будинки». Здається, до квітня 1882 року Ліллі Ленгтрі стала вигнанкою суспільства і дві важливі людини намагалися допомогти їй: принц Уельський і прем'єр-міністр. Гамільтон намагався захистити свого боса, але проти нього була хитра жінка. «Очевидно, їй сказали вдатися до системи подвійних конвертів, яка забезпечує повагу з боку нашої грубої руки; і тепер вона досить постійно користується цим привілеєм і вихваляється в міру». Гамільтон нічого не міг зробити: листи приходили частіше, але він не міг їх прочитати. Проте опубліковані пізніше щоденники самого Гладстона показують, що Гамільтону не було чого боятися: особистих контактів з Ліллі Ленгтрі було мало. Гладстон написав їй рівно один лист протягом короткого періоду після того, як Ліллі спробувала (повторно) налагодити з ним зв'язок, тоді як Гладстон не знав, як впоратися з ситуацією.
1925 року капітан Пітер Еммануель Райт опублікував книгу «Портрети та критика». У ній він стверджував, що Гладстон мав численні позашлюбні стосунки, зокрема і з Ленгтрі. Син Гладстона Герберт написав листа, в якому назвав Райта брехуном, боягузом і дурнем; Райт подав на нього в суд. Під час судового процесу в суді зачитали телеграму Ленгтрі з Монте-Карло, у якій говорилося: «Я рішуче відкидаю наклепницькі звинувачення Пітера Райта». Присяжні винесли рішення проти Райта, заявивши, що «суть листа підсудного від 27 липня була правдою» і що докази підтверджують високі моральні стандарти покійного Гладстона.

## Американське громадянство і розлучення
1888 року Ленгтрі стала власницею нерухомості у США, коли вони з Фредеріком Гебгардом придбали суміжні ранчо в окрузі Лейк, Каліфорнія. Вона заснувала виноробню червоного вина площею 4 200 акрів (17 км2) у долині Генок. 1906 року продала її. Виноробня та виноградник Langtry Farms все ще працює у Міддлтауні, Каліфорнія.
Під час своїх подорожей США Ленгтрі отримала американське громадянство і 13 травня 1897 року розлучилася зі своїм чоловіком Едвардом у Лейкпорті, Каліфорнія. Право власності на землю в Америці було використано як доказ під час її розлучення, щоб продемонструвати судді, що вона є громадянкою країни. У червні того ж року Едвард Ленгтрі зробив заяву, виклавши свій погляд на цю історію, яку опублікували у «Нью-Йорк джрнел».
Едвард помер через кілька місяців у лікарні Честера, після того, як поліція знайшла його в божевільному стані на залізничній станції Крю. Ймовірно, смерть спричинив крововилив в мозок після падіння на пароплаві з Белфаста до Ліверпуля. Його поховали на цвинтарі Оверлі; слідчі визнали смерть від нещасного випадку. У листі співчуття Ленгтрі до іншої вдови, вона написал: «Я теж втратила чоловіка, але, на жаль, це була не велика втрата».
Ленгтрі продовжувала займатися ірландською власністю покійного чоловіка. Але її примусово викупили 1928 року відповідно до Закону про землю Північної Ірландії 1925 року. Його прийняли після поділу Ірландії з метою передачі певних земель від власників до орендарів.

## Гуго Джеральд де Бат
Після розлучення преса пов'язувала Ленгтрі з австро-угорським дипломатом Паулем Естергазі. Вони проводили час разом і обоє цікавилися кінними перегонами. Проте 1899 році вона одружилася з 28-річним Гуго Джеральдом де Батом (1871—1940), сином сера Генрі де Бата, 4-го баронета, і Шарлотти Клер. Батьки Гуго якийсь час не одружувались через заперечення родини де Бат. Вони жили разом і семеро їхніх дітей народилися поза шлюбом. Вони одружилися після смерті батька сера Генрі 1870 року. Гуго став першим сином, який народився у шлюбі, тому він успадкував баронетство.

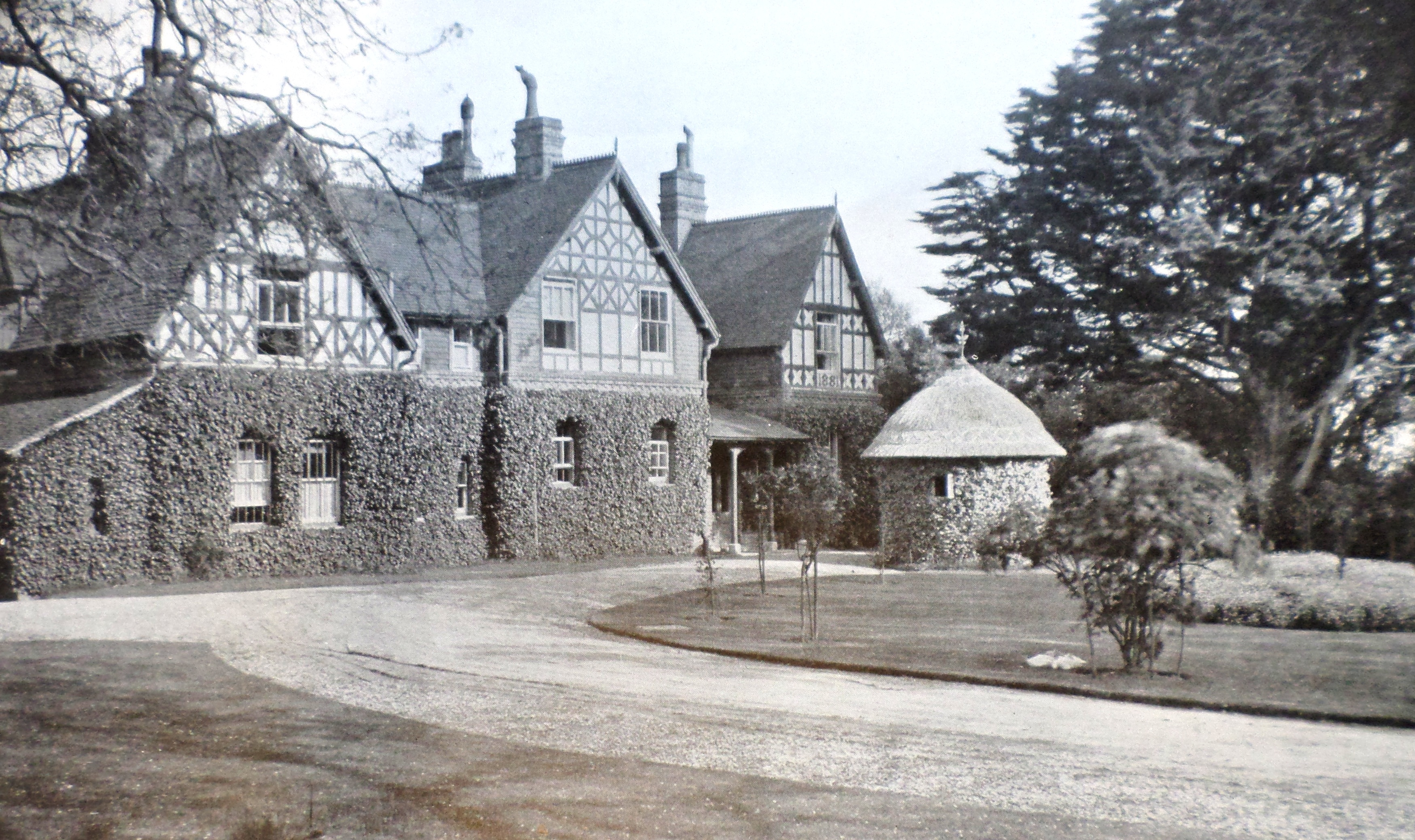
Голландсфілд в Чичестері, Англія

Весілля між Ленгтрі та де Батом відбулося в церкві Святого Спасителя у Джерсі, 27 липня 1899 року, на якому були присутні лише офіційні особи та її донька Жанна Марі Ленгтрі. Цього дня кінь Ленгтрі Мерман виграв Кубок Гудвуда. У грудні 1899 року де Бат добровільно приєднався до британських військ в англо-бурській війні. Його направили до кінної бригади в чині лейтенанта. 1907 року помер батько Гуго; чоловік Ленгтрі став 5-м баронетом, а вона стала леді де Бат.

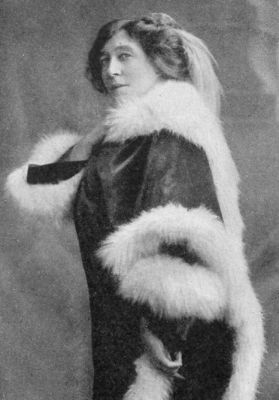
Ленгтрі як леді де Бат, приблизно 1915 рік

З набуттям титулу баронета Гуго успадкував майно в Сассексі, Девоні й Ірланді. Будівлі зберегли свій старовинний вигляд, хоча зі змінами і доповненнями. Всю нерухомість де Бат продали 1919 року.

## Останні дні
Протягом останніх років життя Ленгтрі мешкала в Монако, хоча її чоловік, Гюго де Бат, жив у Вансі, Приморські Альпи. Вони бачились на світських зборах або під час коротких приватних зустрічей. Під час Першої світової війни чоловік працював водієм швидкої допомоги у французькому Червоному Хресті.

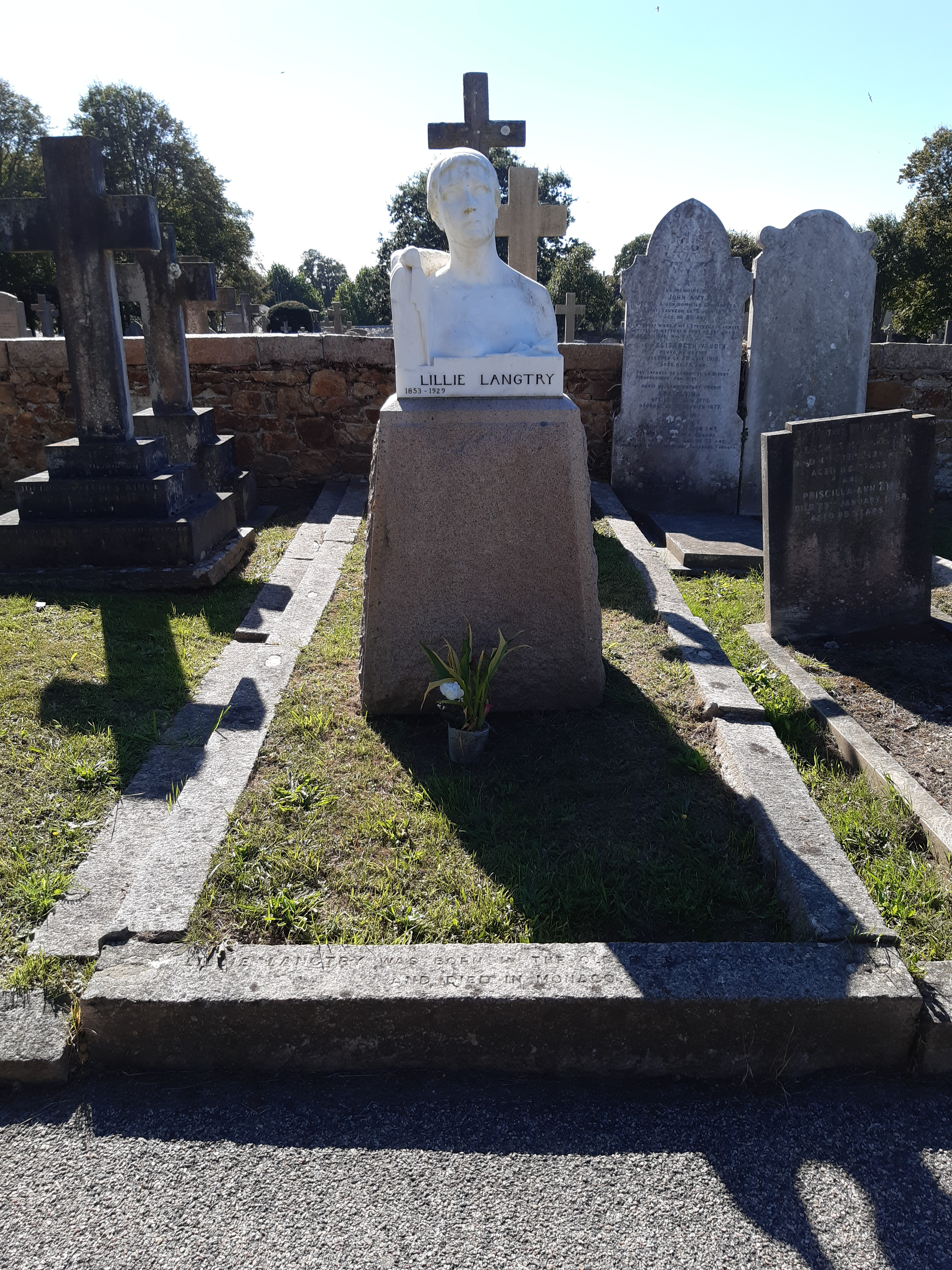
Могила Ліллі Ленгтрі в Сент-Сейвіор, Джерсі

Найближчим супутником Ленгтрі у Монако була її подруга Матильда Марі Піт. Вона була поруч в останні дні її життя, коли Лентгрі помирала від пневмонії в Монте-Карло. Ленгтрі залишила їй 10 000 фунтів стерлінгів, майно в Монако, знане як Villa le Lys, одяг і її автомобіль.
Померла у Монако на світанку 12 лютого 1929 року. Вона попросила, щоб її поховали в гробниці її батьків у церкві Святого Спасителя в Джерсі. Через хуртовини подорож затрималась, але 22 лютого тіло прибуло до Сен-Мало, а потім до Джерсі на борту пароплава Saint Brieuc. Її труна всю ніч перебувала в соборі Святого Спасителя в оточенні квітів, а 23 лютого її поховали.
Смерть відомої Ліллі Ленгтрі потрапила в заголовки британських газет.
У «Дейлі мейл» її згадували як одну з найвідоміших красунь кінця століття. «У сучасні часи її акторська гра принесла їй популярність, але в молодості вона захопила Лондон своєю сліпучою вродою, і саме її гарна зовнішність і дотепність дозволили їй вийти на сцену, коли її перший чоловік втратив свій статок». У наступні тижні популярна газета повідомляла про її маєток, її похорон і панахиду.
В «Дейлі телеграф» вийшли стаття і некролог, повний спогадів сучасника Ліллі Ленгтрі, який знав її в світські роки і стежив за її акторською кар'єрою. «Ніколи не була справжньою акторкою», — був вердикт, але Ліллі Ленгтрі прийняла мудре й чесне рішення використати свою впізнаваність, щоб будувати кар'єру та жити власним шляхом і власними ресурсами замість того, щоб стати залежною від пропозицій друзів-аристократів після розлуки з чоловіком. «Вона була однією з перших і, ймовірно, найпопулярнішою з жінок, які в той час були знані як „світські красуні“… Зрештою вона вирішила вийти на сцену, і виконала величезний обсяг роботи в Америці, а також в Англії протягом приблизно 35 років. Вона подолала багато перешкод, і, хоча вона ніколи не була великою акторкою, її краса і її чарівність принесли їй великий успіх».
«Таймс» опублікувала на трьох різних сторінках повідомлення від кореспондента з Парижа, фотографію та некролог. У некролозі газета згадала про початок і розвиток кар'єри Ленгтрі. Під час її першої появи 15 грудня 1881 року у ролі Кейт Гардкасл у «Вона нахиляється, щоб перемогти» — усі верстви суспільства боролися за дорогі місця в театрі. «Авдиторія, серед якої були принц і принцеса Уельські, а також видатні представники моди, мистецтва та літератури, прийняли місис Ленгтрі дуже спокійно, але дебютантка незабаром подолала почуття упередженості… Місис Ленгтрі стала настільки популярною в Америці, що багато разів відвідувала цю країну, останній раз 1915 року. Її особистість мала багато значення, і вона поступово навчилася сценічної техніки. Але їй так і не вдалося зачепити емоції, спільну струнку людства…».
«Манчестер ґардіан» згадував Ліллі Ленгтрі як «панівну красуню». «Лондон вісімдесятих і дев'яностих років, коли „Джерсійська лілія“, смерть якої оголосили, переживала свій розквіт, здається дуже далеким, як можна було думати. Поколінню, чиї різноманітні життєві інтереси надзвичайно зросли в порівнянні з їхніми батьками, здається неймовірним, що лише покоління тому натовп збирався, щоб витріщитися або вітати „панівну красуню“. І все ж місис Ленгтрі, хоч і була найвідомішою у своєму роді, не була винятком як соціальний інститут… Світ у якому є „кіно“ та бездротовий зв'язок для розваги, світ, у якому чоловіки і жінки зустрічаються на більш практичних умовах, ніж у минулому, має щось більше, ніж просто оточити красиву жінку через її зовнішність. Але можна принаймні захоплюватися „Джерсійською лілією“ за один факт у її цікавій кар'єрі — що, коли настали важкі часи, вона звернулася до важкої роботи в театрі. Ця робота рідко була художньо помітною, але вона виявила силу характеру, на яку навряд чи розраховували ті, хто цінував її лише за зовнішність». Знаменита вікторіанська красуня справді мала якості та зробила деякі винаходи. «Місіс Ленгтрі, не була великою акторкою, але її краса несла все за собою. Вона була жінкою, яка знала, як максимально використати свою грацію. Як вона сказала через деякий час: „Я була першою жінкою в Англії, якій зробили манікюр на руках“. Вона знала всі тонкощі художнього одягу. Одним з її нарікань було те, що „сьогодні жінки стають настільки стандартизованими у фігурі та одязі, що всі вони схожі одна на одну“. Свою власну витонченість і милість, а також здатність догоджати своїм ближнім вона зберегла до кінця. Вона танцювала з життєвою силою молодої жінки, коли їй було сімдесят років, вона написала книгу спогадів роком пізніше, і навіть після важкої хвороби краса її обличчя та очей зберіглася».
У США смерть Ліллі Ленгтрі стало новиною на першій шпальті „Нью-Йорк таймс“. „Акторка, яку колись називали найбільшою красунею світу, захворіла на серцево-судинну хворобу та грип“. Стаття з написом „обожнювана суспільством“ була продовжена великим некрологом на сторінці 12.
„Вашингтон пост“ надрукував новину на сторінці 13: померла подруга короля Едуарда VII й одна з найпопулярніших жінок сцени. У номері від 17 лютого 1929 року продовжила: особливо в Нью-Йорку колишню акторку обожнювали, що не зіпсувало знамениту англійську красуню.
«Лос-Анджелес таймс» віддала належне колишній акторці та її «видатній кар'єрі» на сторінці 1.

### Заповіт
Відразу після її смерті «Дейлі мейл» опублікувала ексклюзивну новину: «„Дейлі мейл“ стало відомо, що леді де Бат (місіс Ленгтрі, „Джерсійська лілія“), яка померла в Монте-Карло 12 лютого, вказала низку особистих розпоряджень у заповіті. Знаменита акторка залишила 10 000 фунтів стерлінгів, свої коштовності та віллу, Ле Ліс, Монте-Карло, місис Піт, яка була з нею у період її останньої хвороби та протягом 16 років була її постійним другом і супутником. Своїй доньці, Леді (Ян) Малькольм, леді де Бат залишила сімейне старе срібло з Джерсі. Двом дочкам леді (Ян) Малькольма леді де Бат залишила по 5 000 фунтів. Свій автомобіль заповіла служниці Матільді, яка була з нею 15 років. Антикварні меблі залишила музею в Джерсі, з умовою, що якщо керівництво музею не захоче залишити їх, вони повернуться до покоївки Матильди. Місис Піт, бліда жінка середнього віку, одягнена в чорну шубу поверх чорної сукні, минулої ночі вирушила з Паддінгтона до Джерсі. Її супроводжували леді Малкольм і повірений».
1928 році газета «Дейлі мейл» повідомила, що заарештували італійця за звинуваченням у крадіжці майже 1000 фунтів стерлінгів коштовностей леді де Бат з її вілли Ле Ліс. Лише один перстень зі зниклих коштовностей вдалося знайти.
У заповіті також залишила 2000 фунтів стерлінгів молодому Чарльзу Луїсу Д'Албані, в якого закохалася. Син повіреного з Ньюмаркета, який народився приблизно 1891 року. Вона також залишила 1000 фунтів стерлінгів А. Т. Балклі Гевіну з Берклі-сквер, 5, Лондон, лікареві та хірургу, який лікував заможних пацієнтів. 1911 року він заручився з письменницею Кетрін Сесіл Терстон, яка померла до весілля.

## Культурний вплив та образи
Ленгтрі використовувала свій високий суспільний авторитет, щоб рекламувати комерційні продукти, як-от косметика та мило, — це один із перших прикладів участі знаменитості в рекламі. Використовувала свій знаменитий колір обличчя слонової кістки для отримання прибутку, схваливши комерційний продукт, коли почала рекламувати мило Pears Soap у 1882 році. Естетичний рух в Англії став безпосередньо займатися рекламою, і Пірс (під керівництвом піонера реклами Томаса Дж. Баррата) залучив Ленгтрі, яку малювали художники-естети, щоб просувати їхні продукти, що включало розміщення її «підпису» на рекламі.

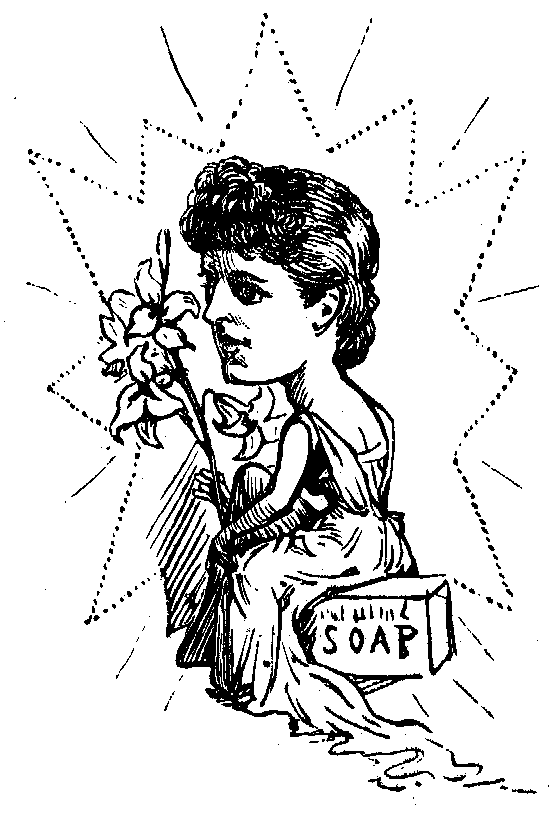
Карикатура на Ленгтрі з «Панча», Різдво 1890 року: коробка з милом, на якій вона сидить, відображає її рекомендації щодо косметики та мила

У фільмі Universal 1944 року «Червоний пазурь» Ліліан Джентрі, перша жертва вбивства і дружина лорда Вільяма Пенроуза та колишня акторка, опосередковано натякає на Ленгтрі.
Персонажка Ленгтрі з'явилася у двох фільмах. Ліліан Бонд зіграла її у «Людині з Заходу» (1940), а Ава Гарднер в «Житті та часи судді Роя Біна» (1972). У першому фільмі Біна зіграв Волтер Бреннан, а в другому — Пол Ньюман.
1978 року на основі біографії Ленгтрі London Weekend Television зняв серіал «Ліллі» з Франческою Анніс у головній ролі, за яку отримала БАФТА за найкращу жіночу роль. Анніс раніше грала Ленгтрі у двох епізодах серіалу ATV Едвард VII. Дженні Сігроув зіграла її в телефільмі 1991 року «Шерлок Холмс: Подія біля водоспаду Вікторія».
Стала героїнею вигаданих романів Джорджа Макдональда Фрейзера «Документи Флешмена», в якому вона згадується як колишня коханка Гаррі Флешмана, який описує її як одну зі своїх небагатьох справжніх кохань.
Ленгтрі вважається джерелом натхнення для Ірен Адлер, персонажки творів Артура Конан Дойла про Шерлока Холмса.
Ленгтрі була еталоном старомодних манер у комедії Престона Стерджеса «Леді Єва» (1941), у сцені, де повна жінка кидає на підлогу хустку, а герой ігнорує це. Джин (Барбара Стенвік) починає описувати, коментувати та передбачати події, які ми бачимо у віддзеркаленні її люстерка: «Впала хустина! Нею не користувалися з часів Ліллі Ленгтрі… тобі доведеться підняти її самій, пані … соромно, але йому наплювати на плоть, він ніколи її не побачить».
Піт Таунсенд у своїх мемуарах «Who I Am» 2012 року згадує Лентгрі як джерело натхнення для хіта «The Who» 1967 року «Pictures of Lily». Діксі Картер зображує Ленгтрі як співачку та любовний інтерес Брейді Гоукса у фільмі Кенні Роджерса 1994 року «Гравець V: Гра на зберігання», останній частині із серії фільмів «Равець» для CBS.
В епізоді 1994 року «Спадкоємець Бернса» «Сімпсонів» прослуховування проводяться в театрі Ліллі Ленгтрі в маєтку Бернса.
Ленгтрі — головна персонажка у п'єсі Кеті Форгетт «Шерлок Холмс і справа про Джерсійську Лілію». У цьому творі її шантажують через минулі стосунки з принцом Уельським, доказом чого є інтимні листи. Вона з Оскар Вайлд наймають Шерлока Холмса та доктора Ватсона для розслідування цієї справи.

## Місця, пов'язані з Ліллі Ленгтрі

### Резиденції та історичні тезки
На момент одруження 1874 року Едвард і Ліллі Ленгтрі володіли нерухомістю у Саутгемптоні, Гемпшир. 1876 року вони винайняли квартиру на Ітон Плейс, Белгравія, Лондон. З початку 1878 року жили на Норфолк-стріт, 17 (нині Данравен-стріт, 19) у Мейфері, Лондон. У 1890—1897 роках жили на Понт-стріт, 21 у Лондоні, і під час перепису 1891 року разом із нею жило вісім слуг. Хоча з 1895 року будівля функціонувала як готель «Cadogan», вона залишалася там у своїй колишній спальні. Синя табличка (на якій помилково вказано 1852 рік як рік народження) вшановує цей факт, а ресторан готелю названо на її честь «Langtry's».
За кілька хвилин ходьби від Понт-стріт розташовувався будинок під номером 2 на Кадоган-плейс, де вона жила 1899 року. У 1886—1894 роках володіла будинком на Мангеттені — подарунок від Фредеріка Гебхарда.
З 1916 до принаймні 1920 року мешкала у Ріджентс-парку. Вона зазначила цю адресу під час плавання на лайнері St Paul у серпні 1916 року, в лондонському реєстрі виборців 1920 року також вказана за тією ж адресою. Лист від Ленгтрі до лікаря Гарві, датований 1918 роком, проданий 2014 року на аукціоні, підписаний також цією адресою. Ленгтрі була двоюрідною сестрою місцевого політика Філіпа Ле Бретона, одруженого з Анною Летицією Ейкін.
У Нью-Йорку є два бари, присвячені її пам'яті. Рой Бін назвав салун у Пекосі, штат Техас, на її честь.

### Хибні асоціації

#### Борнмут
1938 року нові власники маєтку Ленгтрі у Борнмуті, 1877 року збудований овдовілою активісткою за права жінок Емілі Ленгтон Ленгтон, перетворили великий будинок на готель Manor Heath Hotel. У рекламі зазначався зв'язок з Ліллі Ленгтрі та принцом Уельським, через напис «ELL 1877» в одній із кімнат. Пізніше Рада Борнмута розмістила на готелі меморіальну дошку з цим твердженням, а наприкінці 1970-х років готель перейменували на Langtry Manor. Однак, попри заяви та місцеву легенду, фактичного зв'язку між Ленгтрі та будинком ніколи не існувало, і принц ніколи там не бував.

#### Саут-Гемпстед
2 квітня 1965 року в «Івнінг стандарт» вийшло інтерв'ю з Електрою Ярас (народилася близько 1922 року), орендаркою та мешканкою будинку на Александра-роуд, 103, Саут-Гемпстед, яка стверджувала, що Ленгтрі жила у тому будинку та регулярно приймала там принца Уельського. Ярас стверджувала, що вона кілька разів бачила у будинку привида Ленгтрі.
11 квітня 1971 року газета «Hampstead News» повідомила, що Фредерік Лейтон збудував будинок для Ленгтрі. Заяви Яраса, а пізніше газети були зроблені, щоб надати історичної важливості будинку й уникнути його знесення 1965 року та сприяти відновленню. 1971 року акторка Едрієнн Коррі, яка жила неподалік, підтримала збереження і підписала петицію, а вимоги опублікували у «Таймс» 8 жовтня 1971 року і «Дейлі телеграф» 9 жовтня 1971 року. 1973 року долучилася письменниця Аніта Леслі.
Попри всі намагання 1971 року будинок знесли для будівництва нового маєтку.
2021 року опублікували дослідження відповідно до якого будинок побудував Семюел Літчфілд у 1860-х роках, ймовірно, отримав назву на честь місця народження його дружини Лейтон Баззард. Тривалі дослідження місцевих записів Діка Вейндлінга та Маріанни Колломс не знайшли жодного зв'язку з Ленгтрі.
Створений міф без жодних досліджень призвів, що ім'я Ленгтрі все ще використовується в деяких географічних назвах і місцевостях у районі Саут Гемпстеда. Зокрема Ленгтрі-роуд, Ленгтрі-вок і паб «Lillie Langtry» на Еббі-роуд, 121 (закритий з кінця 2022 року), побудований 1969 року. А також паб «The Lillie Langtry на» на Ліллі-роуд, 19 у Фулемі, хоча вулиця названа на честь місцевого землевласника Джона Скотта Ліллі.

## Парова яхтаWhite Ladye

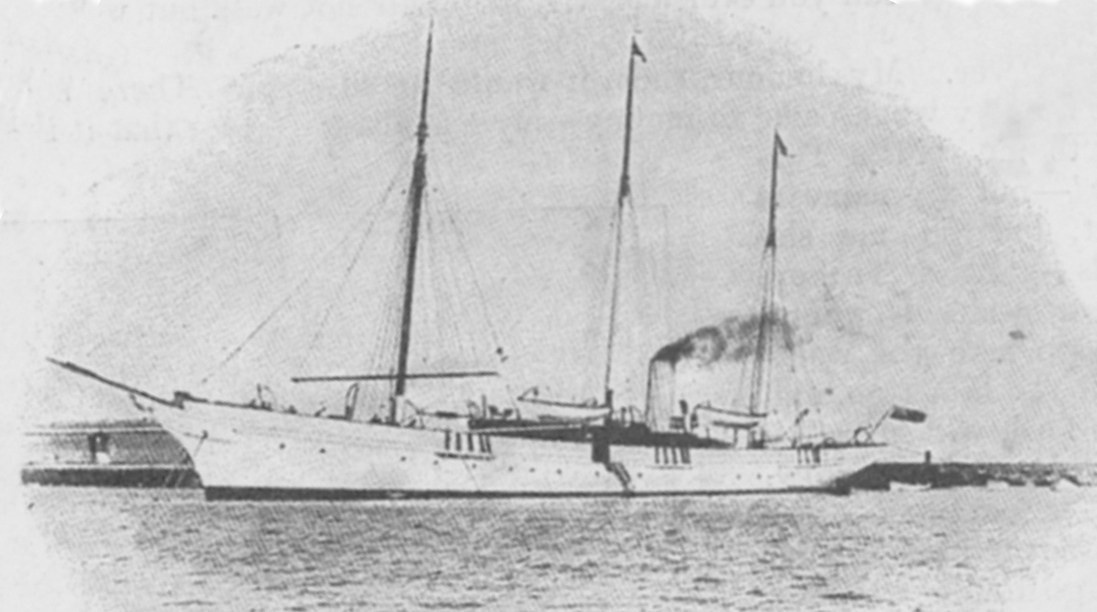
White Ladye

У 1891—1897 роках володіла розкішною паровою допоміжною яхтою White Ladye. Компанія Ramage & Ferguson з Лейта, Шотландія побудувала її 1891 року для лорда Асбертона за проєктом WC Storey. Вона мала три щогли, 204 фути завдовшки і 27 футів завширшки і працювала на паровому двигуні потужністю 142 кінські сили. Спочатку її назва була Ladye Mabel.
1893 року Огден Голет орендував судно у Ленгтрі та використовував його до своєї смерті 1897 року. У листопаді 1897 року Ленгтрі виставив White Ladye на аукціон. Її купив шотландський підприємець Джон Лоусон Джонстон, творцю Bovril. Він володів нею до своєї смерті 1900 року. У 1902—1903 роках в регістрі Ллойда яхта зазначалася як власність суднобудівника Вільяма Крессвелла Грея. Згодом її переробили на французький траулер La Champagne і базувалася у Фекамі, на північному заході Франції; вона була розбита 1935 року.

## Бібліографія

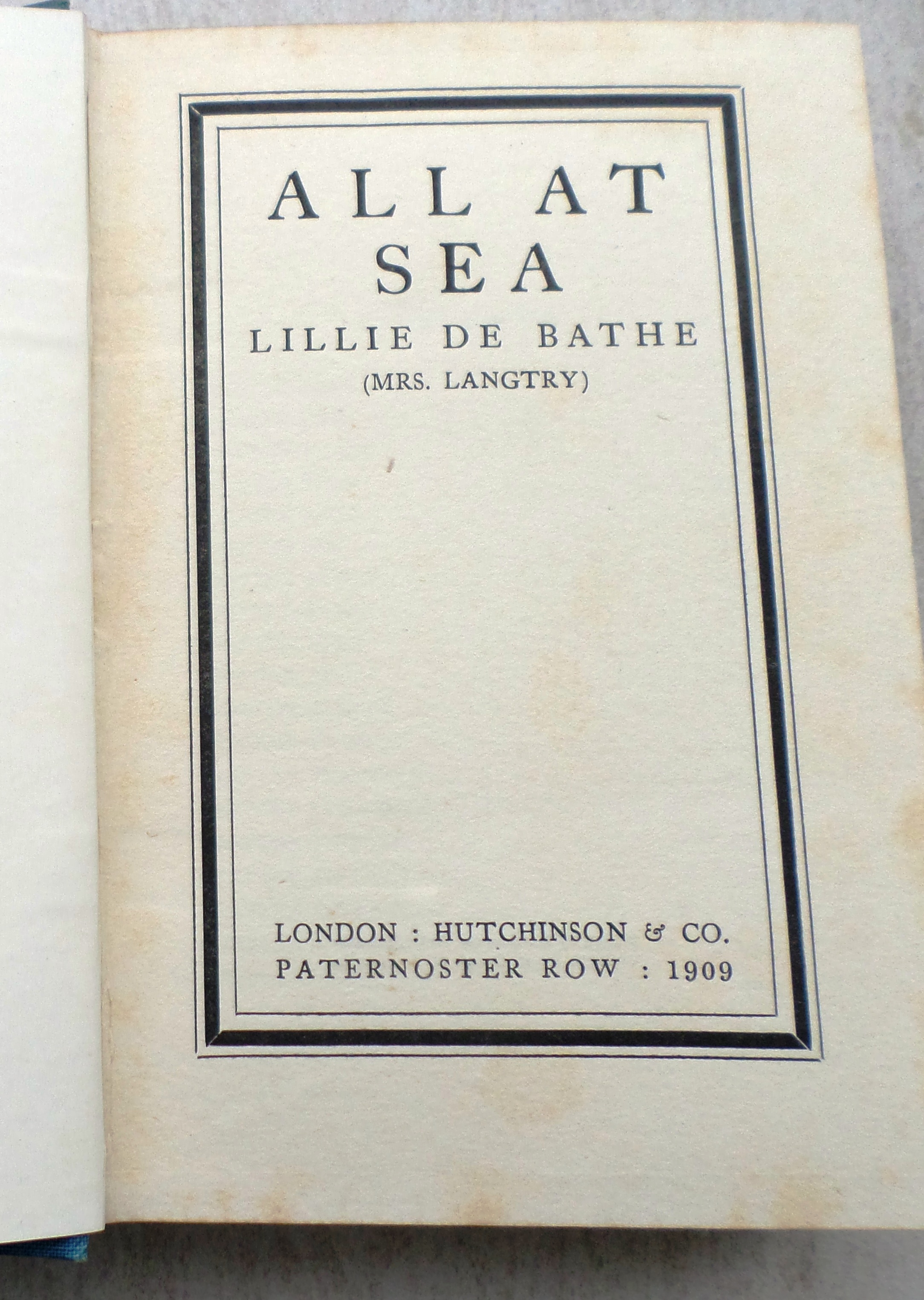
"All at Sea" - єдиний роман Ленгтрі